# Associazione Sportiva Roma
Maillots
Actualités
L'Associazione Sportiva Roma, littéralement Association sportive Rome, abrégée en AS Roma, couramment appelée Roma en italien et AS Rome en français ; est un club de football italien fondé en 1927 et situé à Rome.
Le club possède également une section féminine évoluant en Serie A.
Les couleurs du club, le jaune et le rouge, plus spécifiquement le pourpre et l'or, sont celles de la ville de Rome. Le symbole de la Roma est la Louve capitoline, associée à la légende de la fondation de la Ville éternelle, le 21 avril 753 av. J.-C.
Trois titres de champion d'Italie, neuf Coupes d'Italie, une Coupe des villes de foire (ancienne coupe de l'UEFA), une Ligue Europa Conférence et deux Supercoupes d'Italie composent le palmarès d'un des clubs les plus titrés et un des plus populaires du football italien.
La Roma est le club supporté en large majorité dans la Ville éternelle, et le 5e club plus supporté d'Italie avec près de 2 millions de tifosidans la Botte. La rivalité avec l'autre club professionnel de la capitale, la Lazio, est l'une des plus fortes au monde,. La Roma fut le premier club du Centre-Sud italien à remporter le championnat national, en 1942, et constitue depuis sa fondation l'opposition la plus sérieuse à l'emprise habituellement exercée sur la Serie A par les trois clubs de la Triade lombardo-piémontaise (l'Inter, le Milan et la Juventus).
Il est l'un des rares clubs à avoir disputé une finale de Ligue des champions à domicile, le 30 mai 1984 face à Liverpool, match perdu tragiquement après la séance des tirs au but. La date du 30 mai est à marquer d'une pierre noire pour le club. Dix ans jour pour jour après cette finale, le 30 mai 1994, l'ancien capitaine et idole des tifosi romanisti, Agostino Di Bartolomei, mettra fin à ses jours.
La Roma joue ses matchs à domicile au Stadio Olimpico de Rome, dans le centre sportif du Foro Italico, au Nord de la ville. En opposition aux tifosi de la Lazio, les romanisti occupent le virage Sud du stade : la Curva Sud.
À l'international, le club est mondialement connu pour la fidélité qui lui est portée par certains de ses meilleurs joueurs. Francesco Totti et Daniele De Rossi, anciens capitaines du club, romains de naissance et champions du monde en 2006, ont endossé le maillot giallorosso durant toute leur carrière malgré les offres reçues des meilleures équipes d'Europe. Forte de cette image, la Roma est le 15e club le plus supporté au Monde, avec un bassin de près de 22 millions de supporters.
Attilio Ferraris IV, Fulvio Bernardini, Guido Masetti, Amedeo Amadei, Giacomo Losi, Agostino di Bartolomei, Bruno Conti, Roberto Pruzzo, Giuseppe Giannini, Francesco Totti et Daniele De Rossi sont les légendes le plus fréquemment associées à la riche histoire de la Magica. En près de 90 années d'existence, les supporters giallorossi ont également eu le privilège de voir évoluer sous leurs couleurs d'autres joueurs de grande renommée, tels qu'Alcides Ghiggia, Fabio Capello, Falcão, Carlo Ancelotti, Rudi Völler, Aldair, Cafu, Gabriel Batistuta ou Edin Džeko. La plupart de ces joueurs figurent dans la Hall of Fame de l'AS Roma, créée en 2012.
Le président actuel du club est l'américain Dan Friedkin. La cellule sportive est organisée autour du français Florent Ghisolfi , directeur sportif et Daniele De Rossi, entraîneur de l'équipe depuis le 16 janvier 2024.
Au 17 mars 2023, à la suite de sa qualification pour les quarts de finale de Ligue Europa, la Roma est classée 10e au classement UEFA des clubs, basé sur les résultats obtenus dans les compétitions européennes lors des 5 dernières années.

## Histoire

### Genèse

Arbre généalogique de l'AS Rome.

L'Associazione Sportiva Roma est fondée le 7 juin 1927. Durant cette époque, la ville de Rome possède déjà cinq clubs dans le championnat italien que sont l'Alba Audace, Fortitudo, Pro Roma, Roman F.C. et la Lazio. L'équipe dirigeante de la Lazio refuse toute discussion et finalement c'est la fusion des quatre autres clubs qui donne naissance à l'AS Rome. Le club évolue au départ dans le Motovelodromo Appio, puis dans le Campo Testaccio et le Stadio Flaminio (auparavant Stadio Nazionale et Stadio Torino, depuis la tragédie de Superga ou l’équipe du Torino périt dans la chute de son avion en 1949), pour finalement s'installer dans le Stadio Olimpico construit en 1952.

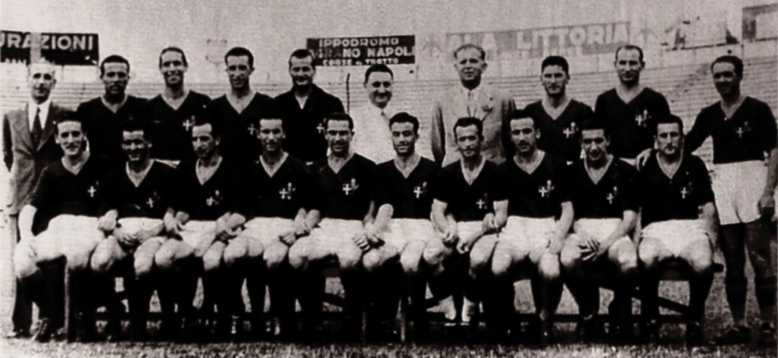
Les Giallorossi pour la 1re fois champion d'Italie en 1942.

L'AS Rome prend part à son premier championnat de Série A en 1929. Vice-champion en 1931 et en 1936, le club remporte son premier Scudetto en 1942 (il faudra attendre 1983 pour le second et 2001 pour le troisième). Le club est relégué en Série B à l'issue de la saison 1951 mais remonte directement en Série A la saison suivante.

### L'Age d'Or des années 80's (1979-1988)
| Saisons 1979–1988              |                    |        |
| Saison                         | Classement         | Points |
| 1979/80                        | 7.                 | 38     |
| 1980/81                        | Médaille d'argent  | 42     |
| 1981/82                        | Médaille de bronze | 38     |
| 1982/83                        | Médaille d'or      | 43     |
| 1983/84                        | Médaille d'argent  | 41     |
| 1984/85                        | 7.                 | 34     |
| 1985/86                        | Médaille d'argent  | 41     |
| 1986/87                        | 7.                 | 33     |
| 1987/88                        | Médaille de bronze | 38     |
| Vert : Victoire en championnat |                    |        |

Principaux titres :
 Championnat d'Italie (1)
- Champion en 1983
- Vice-champion en 1981, 1984, et 1986

 Coupe d'Italie (4)
- Vainqueur en 1980, 1981, 1984 et 1986

 Ligue des champions
- Finaliste en 1984

L'arrivée de joueurs talentueux coïncide avec le retour au premier plan du club. En effet, Bruno Conti (champion du monde en 1982 avec l'Italie), Agostino Di Bartolomei, Roberto Pruzzo et le Brésilien Falcão, permettent au club d'atteindre les meilleurs classements de son histoire. Le club romain est ainsi récompensé par le Scudetto en 1983 (devant la Juventus où évolue alors Michel Platini) et par une finale de Ligue des champions en 1984 (perdue face au Liverpool FC aux tirs au but 2-4).
Le club est également vice-champion d'Italie en 1984 et 1986 et troisième en 1988, avant que le grand Milan AC de Marco van Basten et le SSC Naples de Diego Maradona ne prennent les commandes de la Série A. S'ajoutent aussi les victoires en Coupe d'Italie de football en 1980, 1981, 1984 et 1986.

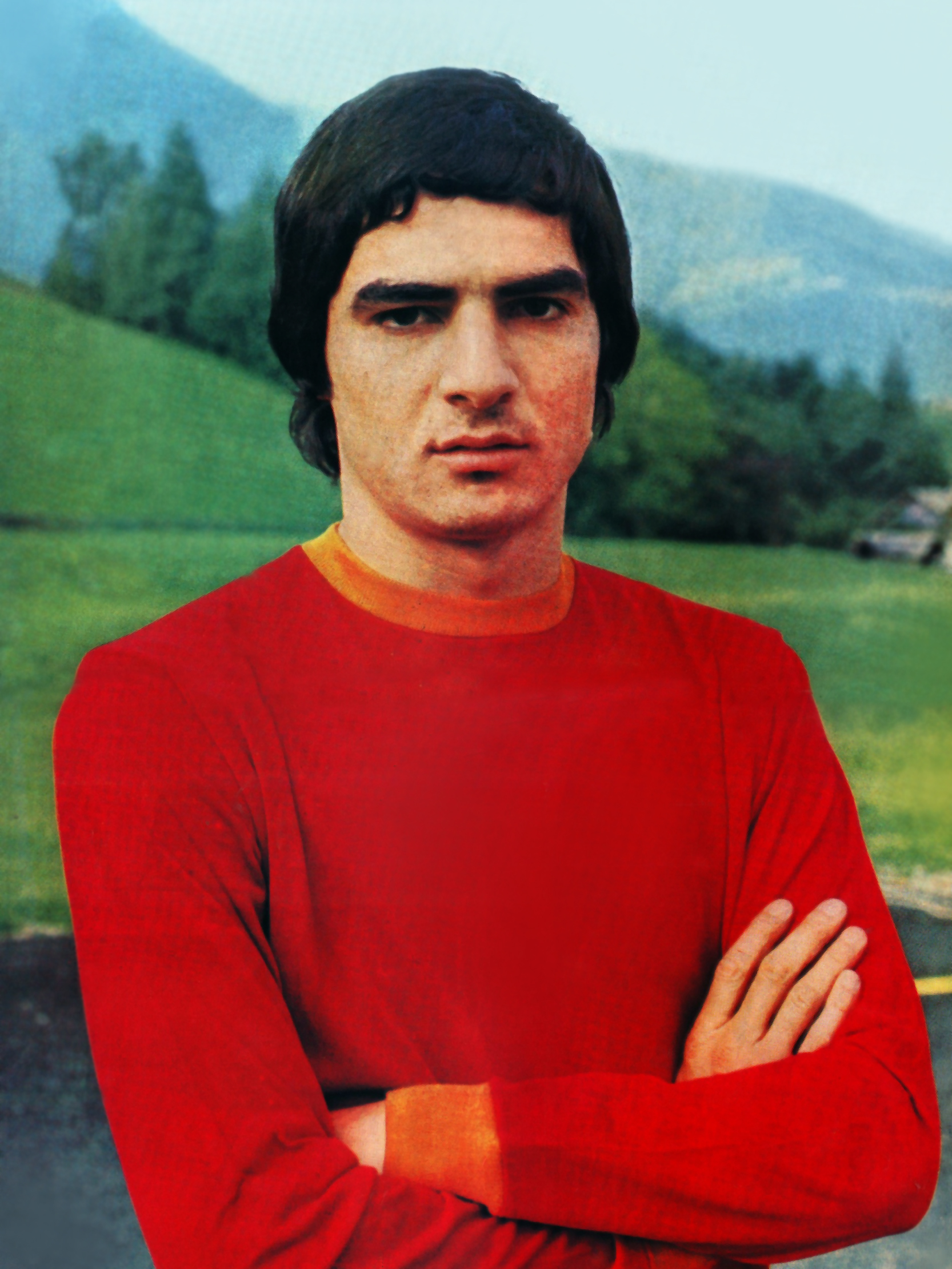
La légende de l’AS Rome Agostino Di Bartolomei.

Au cours de la saison 1980-1981 , la possibilité d'aligner des joueurs étrangers dans le championnat italien a été rétablie après 14 ans. La Roma a immédiatement réagi en achetant le milieu de terrain et meneur de jeu brésilien Paulo Roberto Falcão à l'Internacional : inconnu de la plupart, le joueur s'est rapidement inséré dans l'équilibre tactique de Lupa, devenant ainsi son homme clé.
L'équipe a joué un championnat de haut niveau : les buts du meilleur buteur Pruzzo, qui a immédiatement bénéficié des passes décisives de Conti et des lancers de Falcão, ont assuré aux Capitolini le rythme du leader du championnat, la Juventus. Cependant, l'équipe n'a pas pu dépasser les Bianconeri au classement, terminant deuxième derrière eux ; Lupa s'est rachetée lors de la Coupe d'Italie , remportée pour la deuxième année consécutive.

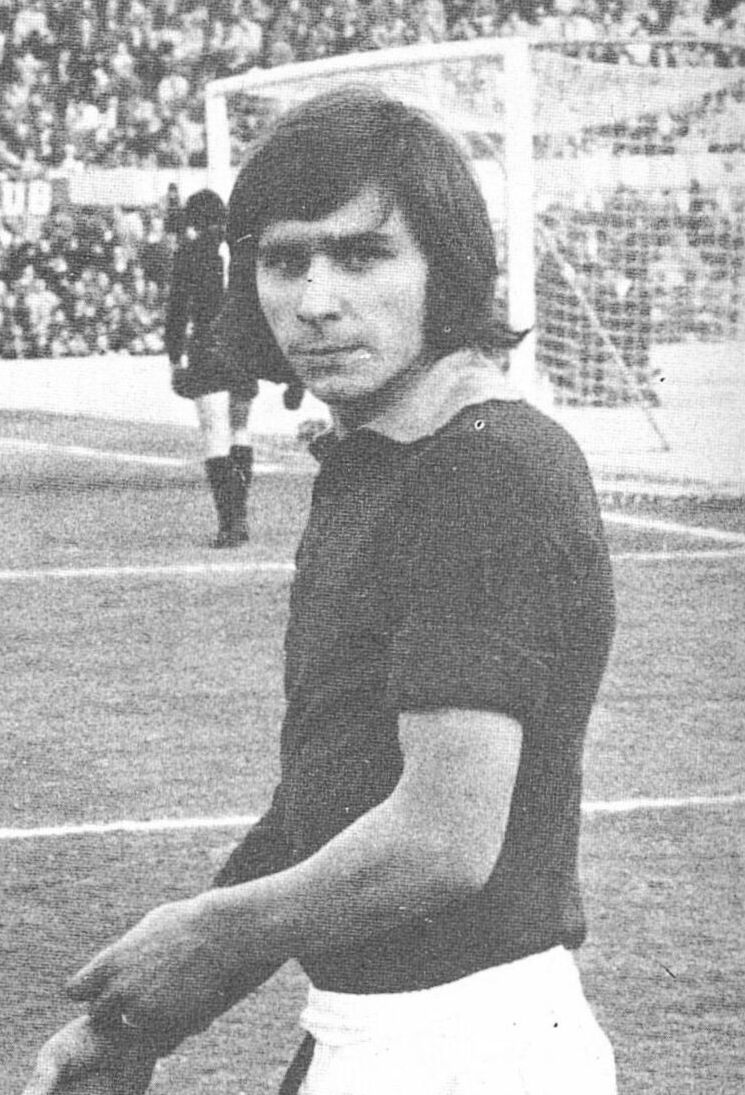
Bruno Conti sous les couleurs de la Roma.

La croissance rapide de l'effectif s'est ralentie en 1981-1982 en raison d'une série de blessures (surtout celle d'Ancelotti) qui ont affecté la saison : les Capitolini n'ont pas dépassé la troisième place. Ce n’est donc qu’à partir de l’année suivante que Magica inaugurera une heureuse période de quatre ans couronnée de nombreuses récompenses.
En 1982-1983, une campagne de recrutement ciblée amène le jeune défenseur de la Sampdoria Pietro Vierchowod à Rome : si cette année-là Bruno Conti reste dans l'ombre à cause des séquelles du championnat du monde 1982, Falcão et Vierchowod se révèlent être les points forts de l'équipe. ; Les arrêts de Tancredi, notamment aux tirs au but, et le retour d'Ancelotti, qui a démontré qu'il était de nouveau en pleine forme, ont ensuite été importants pour la montée au sommet.

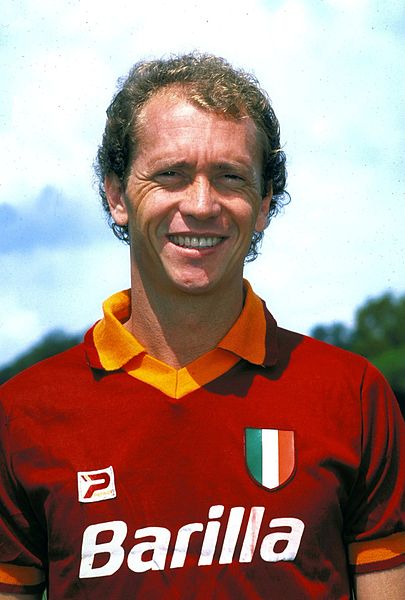
Falcão en 1984.

Les Giallorossi sont restés en tête du classement pendant presque tout le championnat, subissant seulement trois revers et se battant en finale avec la Juventus, le principal adversaire de cette période ; le 8 mai 1983, lors de l'avant-dernier match de championnat, la Roma, grâce à un nul 1-1 à Gênes, remporte ainsi son deuxième scudetto à un match de la fin.
À l'été 1983, la Sampdoria refuse la prolongation du prêt de Vierchowod, tandis que Prohaska est vendue pour laisser la place au milieu de terrain Toninho Cerezo , un Brésilien venu de l'Atlético Mineiro . Ces deux sacrifices ont empêché l'équipe de pouvoir se répéter en championnat, la performance de Cerezo étant plus discontinue que celle de son prédécesseur autrichien. L'attaque, orpheline d'Iorio, a été renforcée par le champion du monde Graziani.

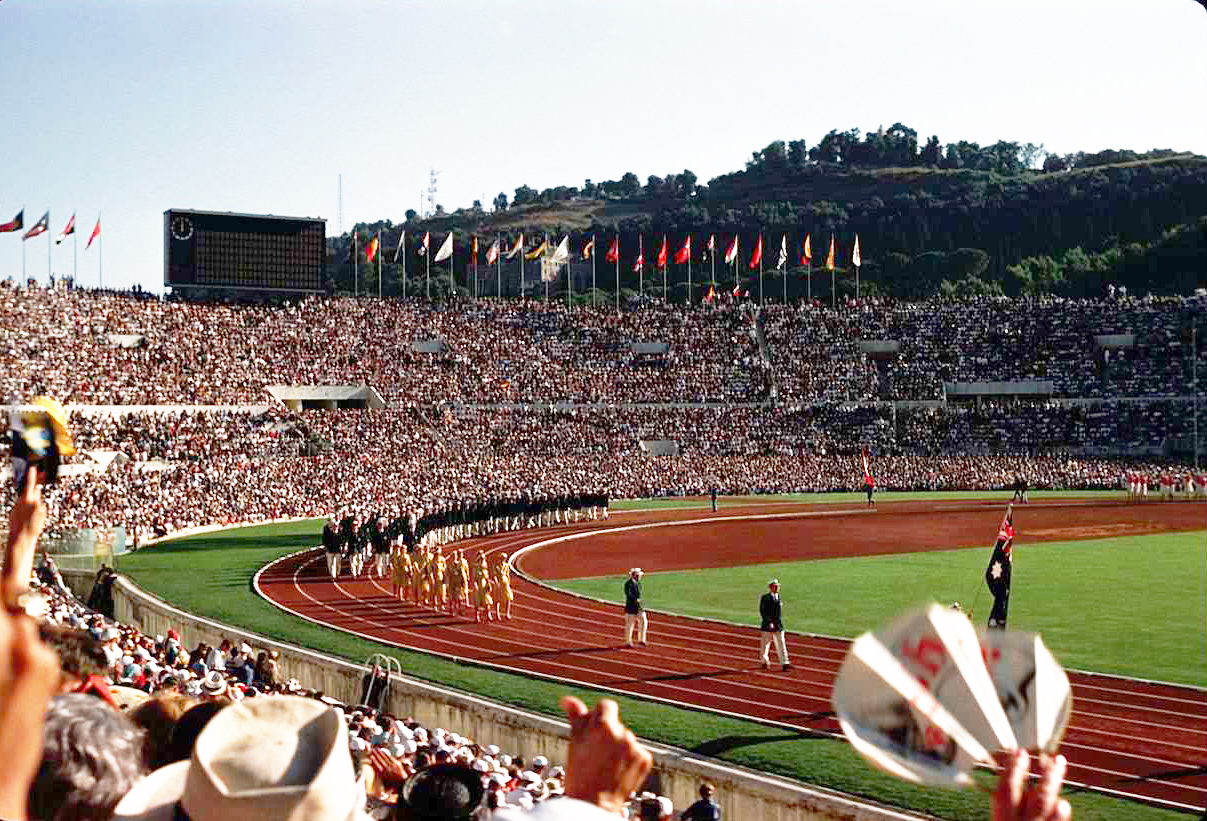
L’AS Roma atteint la finale de la Ligue des Champions en 1984 qui se joue au Stade Olympique de Rome.

Dans le championnat, la Roma a retrouvé le dualisme avec Madame , qui a gagné cette fois avec deux points d'avance sur ses rivales ; Lors de la Coupe des Champions, Lupa a failli réussir l'exploit, étant battu aux tirs au but par Liverpool en finale. Une fois de plus Magica a remporté la Coupe d'Italie , pour la troisième fois en cinq ans ; les Giallorossi ont battu Vérone en finale .

L’équipe de l’AS Roma qui affronte Liverpool en 1984.

Dino Viola a mal digéré la défaite contre les Reds et décide l' année suivante de changer le visage des Wolves, confiant le banc romain à un autre entraîneur suédois, Sven-Göran Eriksson , un jeune entraîneur que la Roma observait déjà depuis quelque temps. Au cours de l'année, l'équipe n'a terminé que septième au classement, en raison de divers problèmes survenus dans le vestiaire, surtout des adieux de Falcão, qui, après avoir subi une grave blessure, a terminé son aventure dans la capitale avec une longue polémique. contre Viole.
Pour remplacer la grave perte technique du Brésilien, Viola a réussi un coup de transfert : Zbigniew Boniek . Après cette première année, lors de la saison 1985-1986, le Magica a été motivé par les buts de Pruzzo, qui a été pour la troisième fois meilleur buteur de Serie A avec 19 buts, et a failli remporter à nouveau le tricolore, cette fois aussi remporté par les Bianconeri. Cependant, l'équipe a remporté sa sixième Coupe d'Italie en finale contre la Sampdoria.

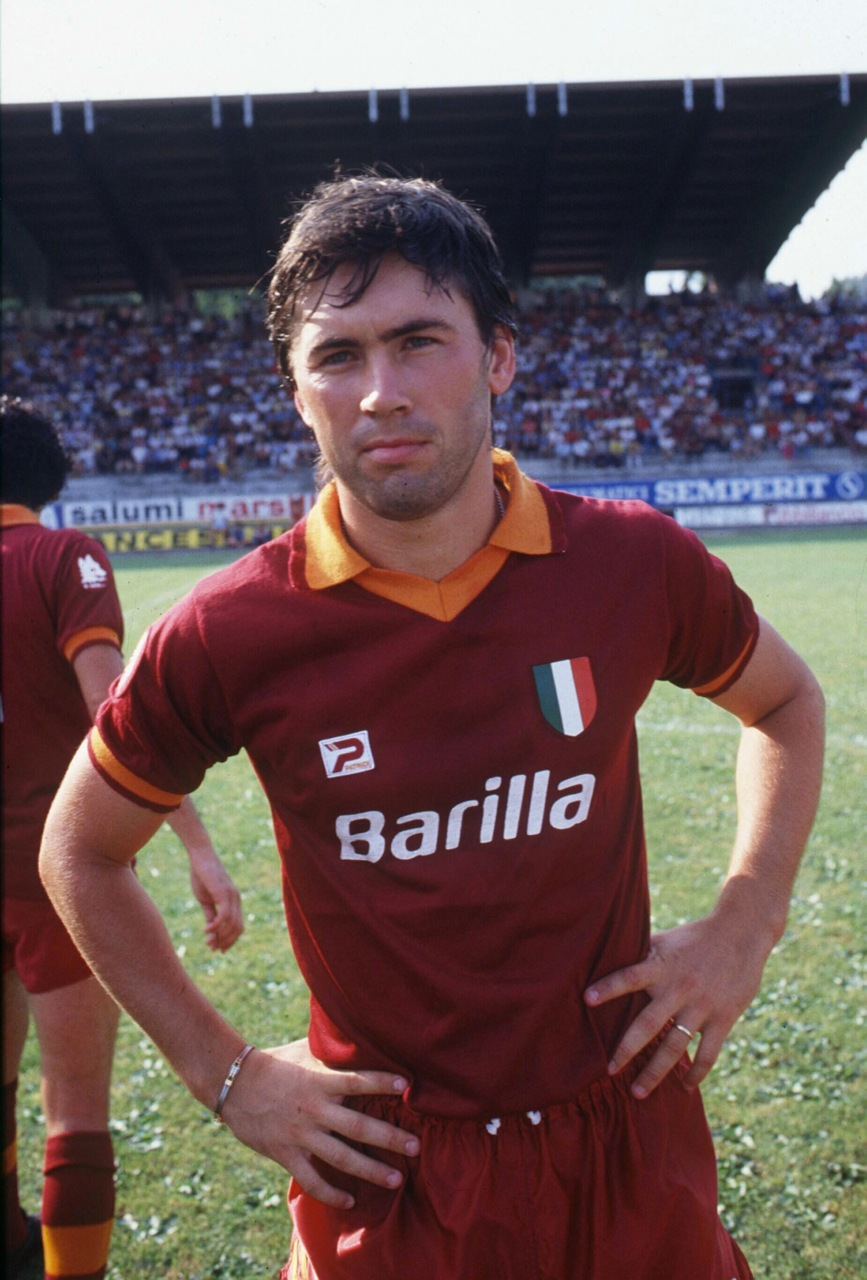
Carlo Ancelotti sous les couleurs de la louve.

La dernière saison d'Eriksson s'est avérée un échec : de nombreux joueurs jugés trop vieux par l'entraîneur ont quitté la capitale, l'équipe a donc rencontré de nombreuses difficultés et le Suédois a quitté le banc. Au cours de la saison 1987-1988 , Viola a cependant voulu relancer l'équipe Giallorossi en ramenant Liedholm sur le banc et en effectuant trois transferts : l'avant-centre allemand Rudi Völler , le défenseur italien Fulvio Collovati et le milieu de terrain Lionello Manfredonia.

Au cours de la saison 1988-1989, après l'excellente saison de l'année précédente, l'achat le plus cher de la direction de la Viola a été réalisé pour relancer l'équipe : Ruggiero Rizzitelli , un jeune avant-centre et ailier de Cesena , qui, dans l'idée du président, aurait dû remplacer Roberto Pruzzo qui avait quitté le maillot Giallorossi cette même saison. En plus de Rizzitelli, l'ailier droit Renato Portaluppi et le milieu de terrain Andrade sont arrivés . Le premier, cependant, s'est distingué avant tout par sa vie sociale et, tout au long de la saison, il n'a marqué qu'un seul but en Coupe UEFA et trois en Coupe d'Italie , tandis que le second a joué très peu de matches où il a exclusivement mis en valeur son lenteur particulière.

### Le déclin dans les années 1990 (1988 - 1999)
| Saisons 1988–1999              |            |        |
| Saison                         | Classement | Points |
| 1988/89                        | 7.         | 34     |
| 1989/90                        | 6.         | 41     |
| 1990/91                        | 9.         | 36     |
| 1991/92                        | 5.         | 35     |
| 1992/93                        | 10.        | 33     |
| 1993/94                        | 7.         | 35     |
| 1994/95                        | 5.         | 59     |
| 1995/96                        | 5.         | 58     |
| 1996/97                        | 12.        | 41     |
| 1997/98                        | 4.         | 59     |
| 1998/99                        | 6.         | 54     |
| Vert : Victoire en championnat |            |        |

Principaux titres :
 Coupe d'Italie (1)
- Vainqueur en 1991

 Coupe UEFA (1)
- Finaliste en 1991

Supercoupe d'Italie 
- Finaliste en 1991

Les années 1990 sont marquées par une absence de placements de relief en série A malgré la présence de joueurs champions du monde comme Rudi Völler, Thomas Hässler, Thomas Berthold, Vincent Candela, Aldair ou Cafú.
L'unique victoire intervient en Coupe d'Italie en 1991 contre la Sampdoria de Gênes plus une finale perdue face au Torino FC en 1993. En 1991, la Roma joue sa troisième finale européenne en Coupe UEFA, un match perdu contre l'Inter Milan 0-2 et 1-0.

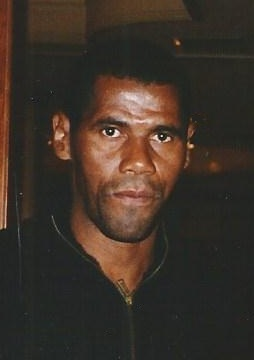
Le capitaine mythique de l’AS Rome Aldair.

Dino Viola est décédé après onze ans à la présidence, en janvier 1991. Le club était destiné à entrer dans une longue période de chaos, accentuée également par "l'affaire Lipopil" dans laquelle impliquaient les joueurs Angelo Peruzzi et Andrea Carnevale , disqualifiés par la Commission fédérale de recours ( CAF) pendant un an, après la détection de traces de phentermine dans leurs urines. Dans le championnat, l'équipe, sous la direction d' Ottavio Bianchi , ne s'est classée que neuvième malgré la contribution du nouvel achat Aldair , le dernier de la direction de Viola. Cependant, l'équipe a ajouté à son palmarès la septième Coupe d'Italie , gagnée contre les champions italiens de la Sampdoria , et a également réussi à atteindre la finale de la Coupe UEFA , puis a perdu contre l'Inter .

L’AS Rome remporte la Coupe d’Italie en 1991 fae à la Sampdoria de Genes.

La saison 1991-1992 , première orpheline de Viola, a vu le nouveau président Giuseppe Ciarrapico , qui avait déjà racheté le club en avril 1991, mettre en œuvre une politique d'entreprise inorganique, dictée par sa méconnaissance - qu'il reconnaissait - du football et de l'environnement. . En Serie A, Lupa a obtenu une cinquième place, tandis qu'en Coupe des vainqueurs de coupe, ils ont été éliminés en quarts de finale par Monaco .
À la fin de la saison, Bianchi a cédé sa place à l'entraîneur serbe Vujadin Boškov , qui avait obtenu des résultats très convaincants avec la Sampdoria et était partisan d'un jeu spectaculaire qui laissait une grande liberté aux joueurs talentueux : au cours de sa gestion, il a également fait en sorte que Francesco fasse son débuts en équipe première Totti à seulement seize ans. En championnat , la Roma s'est classée dixième après une saison pas particulièrement brillante, en Coupe UEFA, elle a été éliminée en quarts de finale par le Borussia Dortmund . Dans la Coupe d'Italie, la Roma a atteint la finale, battue par Turin.
L'entreprise entre soudainement dans la tourmente au printemps 1993 : Ciarrapico est arrêté pour faillite. À la suite de cela, les entrepreneurs Franco Sensi et Pietro Mezzaroma sont devenus conjointement propriétaires de l'entreprise : lors de leur premier marché des transferts, Völler a été vendu et le Serbe Siniša Mihajlović et l' attaquant argentin Claudio Paul Caniggia ont été repris .
Au cours des deux années suivantes, Franco Sensi , devenu l'unique propriétaire de Magica après avoir repris les actions détenues par Mezzaroma, tenta d'opérer un changement décisif dans la politique de l'entreprise ; il a appelé sur le banc Carlo Mazzone du Trastevere, entraîneur notoirement romaniste et a renforcé l'équipe de manière décisive en achetant le meilleur buteur du championnat précédent, Abel Balbo , de l'Udinese . Lors du championnat 1993-1994, l'équipe n'a terminé qu'à la septième place et en Coupe d'Italie, elle a été éliminée au troisième tour par la Sampdoria.
L' année suivante , grâce également au nouveau venu Daniel Fonseca , l'équipe améliore ses performances, atteint la cinquième place du championnat et atteint les quarts de finale de la Coupe d'Italie . Au cours de la saison 1995-1996, la Roma s'est renforcée en achetant le milieu de terrain Luigi Di Biagio et l'attaquant Marco Delvecchio , a réussi à reproduire le résultat de l'année précédente en Serie A et a été éliminée en quarts de finale par le Slavia Prague en Coupe UEFA. .

### Années 2000: les Romains au sommet (1999-2010)
| Saisons 1999–2010              |                   |        |
| Saison                         | Classement        | Points |
| 1999/00                        | 6.                | 54     |
| 2000/01                        | Médaille d'or     | 75     |
| 2001/02                        | Médaille d'argent | 70     |
| 2002/03                        | 8.                | 49     |
| 2003/04                        | Médaille d'argent | 71     |
| 2004/05                        | 8.                | 45     |
| 2005/06                        | Médaille d'argent | 69*    |
| 2006/07                        | Médaille d'argent | 75     |
| 2007/08                        | Médaille d'argent | 82     |
| 2008/09                        | 6.                | 63     |
| 2009/10                        | Médaille d'argent | 80     |
| Vert : Victoire en championnat |                   |        |

Principaux titres :
 Championnat d'Italie (1)
- Champion en 2001
- Vice-champion en 2002, 2004, 2006, 2007, 2008 et 2010.

Coupe d'Italie (2)
- Vainqueur en 2007 et 2008
- Finaliste en 2005, 2006, 2010

 Supercoupe d'Italie (2)
- Vainqueur en 2001 et 2007
- Finaliste en 2006 et 2009

#### La Roma de Capello: Le 3èmeScudetto(1999-2004)
L'impatience des supporters face aux résultats fluctuants et au manque de victoires dans les compétitions disputées ont poussé le président à prendre la difficile décision de remplacer Mazzone. L'Argentin Carlos Bianchi , qui avait déjà remporté la Coupe Intercontinentale avec Vélez Sársfield , a été pris à sa place .

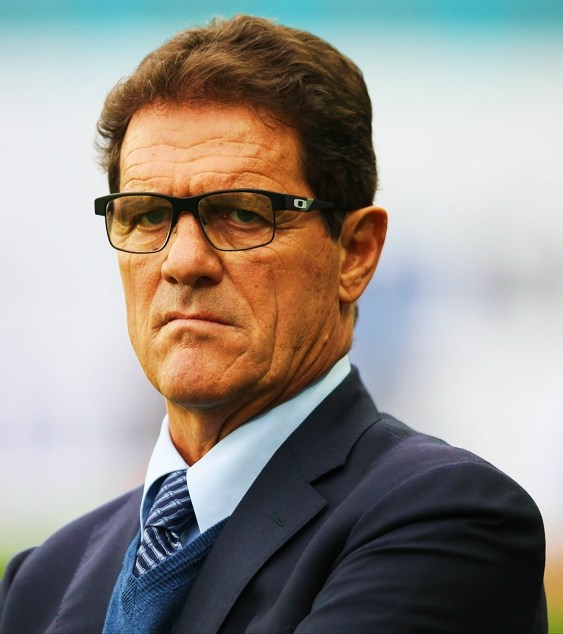
Fabio Capello dirige l’AS Roma durant 5 saisons.

Cependant, la saison , également conditionnée par des recrutements ratés (seuls Vincent Candela et Damiano Tommasi ont laissé leur marque dans l'équipe capitoline), s'est avérée désastreuse : la Roma s'est rapidement glissée dans la seconde moitié du tableau, tandis qu'en Coupe d'Italie, elle a été éliminée par Cesena. . Sensi n'a limogé Bianchi qu'après une énième défaite et Nils Liedholm a été appelé à la tête de l'équipe qui, soutenue par l'entraîneur du printemps Ezio Sella , a réussi à obtenir le salut et la douzième place au classement.

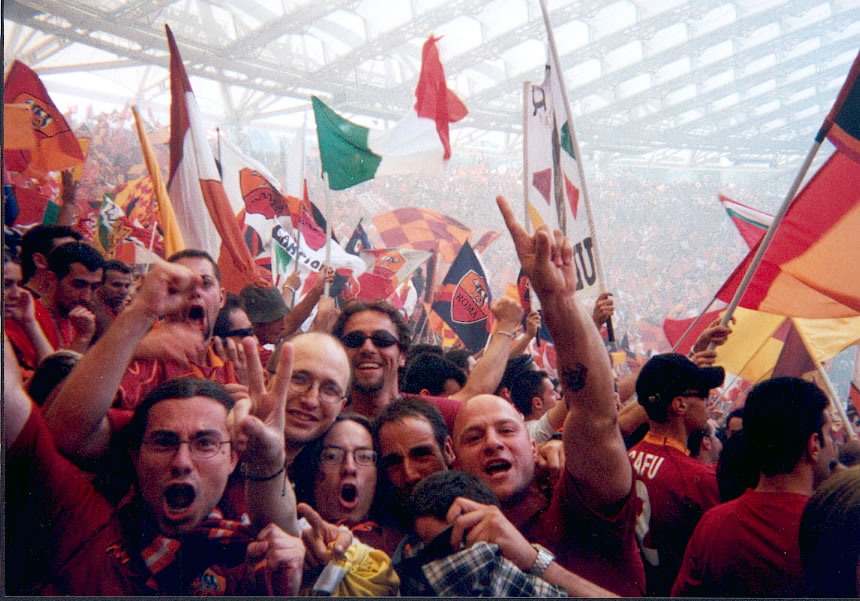
Le 17 juin 2001 – Roma-Parma 3–1: Les fans célèbrent le 3e titre.

La saison suivante, Franco Sensi décide de rétablir l'équipe en la confiant au bohème Zdeněk Zeman , qui, lors de sa première saison, termine à la quatrième place. En 1998-1999, la Roma a recruté le milieu de terrain russe Dmitrij Aleničev , qui a cependant été rejoint par d'autres achats de valeur inégale comme Ivan Tomić , Gustavo Bartelt et Fábio Júnior (ce dernier a payé 30 milliards de lires), ce qui a effectivement diminué la qualité générale de l'équipe. équipe disponible pour Zeman, ce qui lui a valu la cinquième place en Serie A et l'élimination en huitièmes de finale de la Coupe d'Italie et en quarts de finale de la Coupe UEFA.

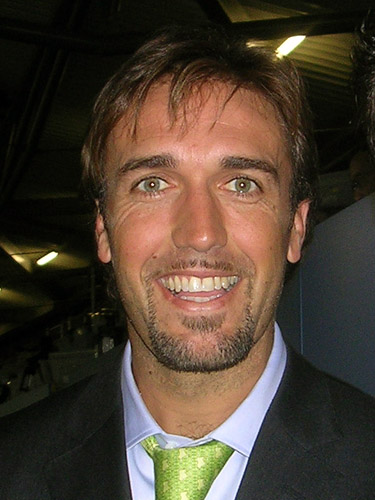
Le transfert du légendaire Gabriel Batistuta permet à l’AS Rome de remporter le titre en 2001.

Pour ces raisons, Franco Sensi a décidé de mettre fin au manque de victoires en appelant sur le banc un entraîneur performant et performant comme Fabio Capello , qui lors de sa première saison avec les Giallorossi a obtenu l'achat de Vincenzo Montella et Hidetoshi Nakata , tous deux fondamentaux pour les victoires de l'équipe la saison prochaine; Malgré cela, Magica ne s'est classé que sixième au championnat .

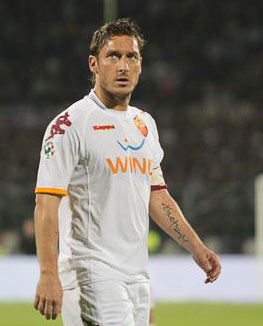
Totti avec la Roma.

Le scudetto remporté en 2000 par son rival de la Lazio a suscité un extrême désir de rédemption et de grandes attentes pour la saison suivante dans l'ensemble des Giallorossi . Le président Sensi , grâce également à la recapitalisation résultant de l'introduction en bourse de la société, a fait sien ces sentiments en préparant l'une des campagnes d'achat les plus coûteuses de l'histoire de sa direction.

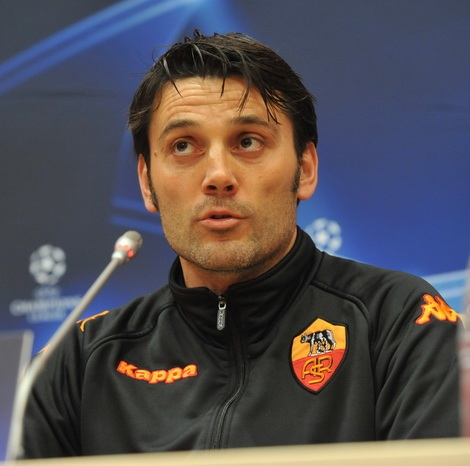
Vincenzo Montella marque plus de 100 buts sous les couleurs de la Roma entre 1999 et 2009.

Le coup de l'année a été l'embauche de Gabriel Omar Batistuta , l'un des meilleurs buteurs de tous les temps en Serie A : contesté lors d'une vente aux enchères de transfert avec l'Inter, il est arrivé de la Fiorentina pour 70 milliards de lires. Malgré un début de saison difficile avec la défaite contre l'Atalanta et l'élimination de la Coupe d'Italie , les performances de l'équipe en championnat étaient toujours convaincantes et ont rapidement amené le Magica au sommet du classement, qu'ils ont maintenu presque sans interruption : avec le nul 2-2 à Turin contre la Juventus et la victoire finale 3-1 contre Parme, Lupa a scellé la victoire de son troisième championnat.
L'année 2001 marque le troisième et pour le moment dernier titre de championnat glané par l'AS Rome, grâce à un cocktail explosif en attaque composé de Gabriel Batistuta, Vincenzo Montella, et Marco Delvecchio avec l'émergence sans doute du meilleur joueur italien des années 2000, Francesco Totti. Cette même année le club remporte sa première Supercoupe d'Italie contre l'ACF Fiorentina (3-0).

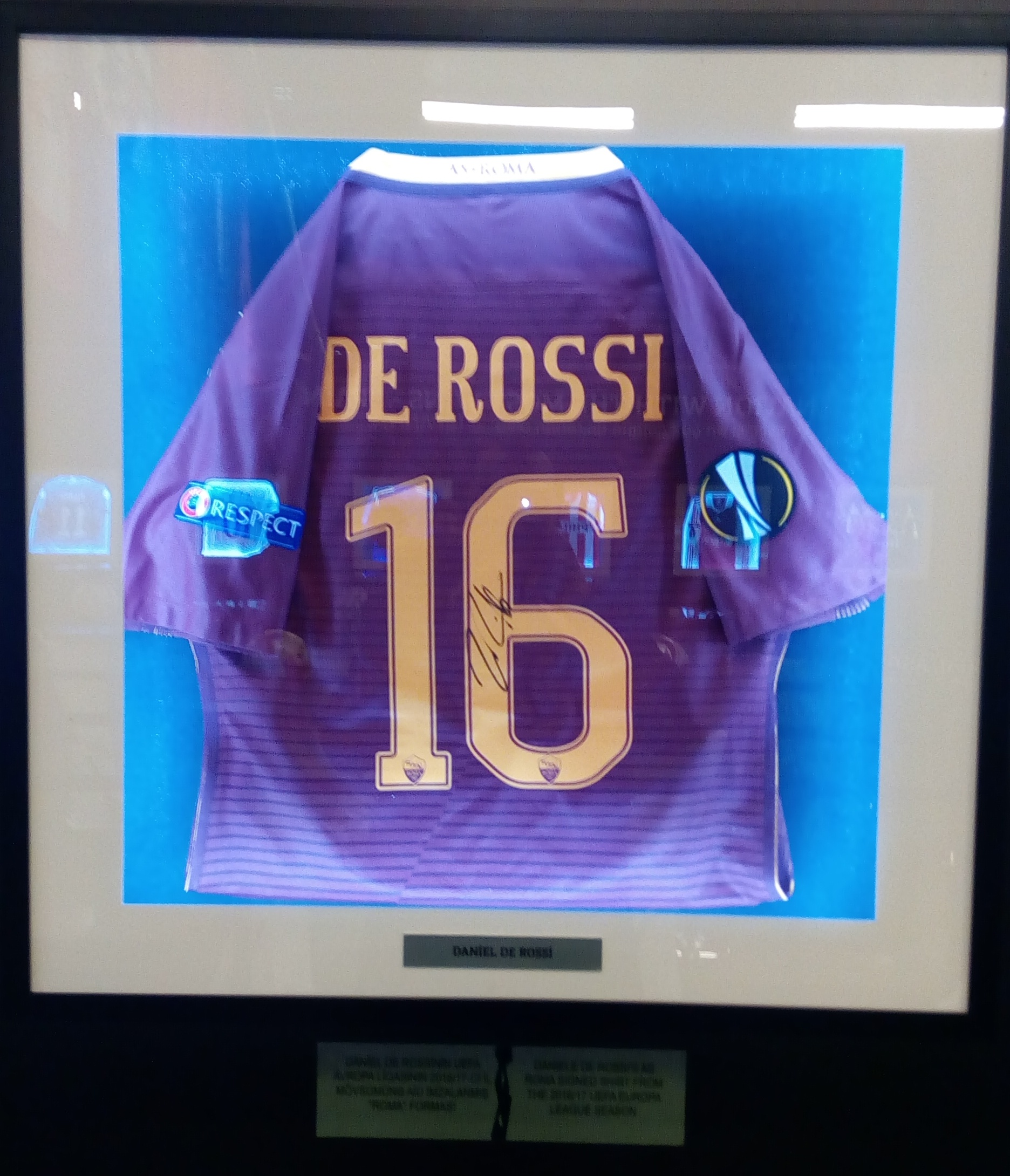
Daniele De Rossi passe 18 saisons sous les couleurs du club de la Louve.

Le club, grâce à sa future participation à la Ligue des Champions , a largement confirmé l'effectif, en achetant également le gardien Ivan Pelizzoli (qui n'a cependant pas réussi à s'imposer à haut niveau), l'arrière Leandro Cufré et l'étoile montante de l'Italie. football Antonio Cassano , un joyau de Bari à la personnalité fantaisiste mais rebelle. La saison 2001-2002 a immédiatement donné aux Giallorossi la Supercoupe d'Italie : le 19 août 2001, en effet, les Loups ont accueilli la Fiorentina, vainqueur de la Coupe d'Italie , et l'ont emporté 3-0, grâce aux buts de Candela , Montella et Totti. Dans le championnat, cependant, la Roma a alterné de bonnes performances avec de nombreux nuls contre des équipes de rang inférieur, terminant deuxième derrière les Bianconeri qui n'avaient qu'un point de retard ; en Ligue des Champions, ils n'ont atteint que la deuxième phase de groupes.
En 2002-2003, l'entreprise a préparé une campagne d'achats axée sur l'austérité, surtout en raison des difficultés économiques croissantes résultant des dépenses élevées sur les marchés des années précédentes. Parmi les quelques signatures, le seul nom notable était celui du milieu de terrain Olivier Dacourt , acheté lors du mercato de janvier à Leeds United. Dans ce contexte, la bonne séquence de Totti et la croissance constante de Cassano n'ont pas suffi à entraîner la Roma vers le haut du classement.
Les Giallorossi ont terminé le championnat à la huitième place (le pire résultat des dix années précédentes) et n'ont obtenu leur participation à la Coupe UEFA suivante que grâce à leur participation à la finale de la Coupe d'Italie, qu'ils ont ensuite perdue contre Milan. En Europe, comme l'année précédente, seule la deuxième phase de groupes a été atteinte. La saison suivante , grâce également à l'achat de Cristian Chivu , la Roma revient au sommet, obtenant une deuxième place en Serie A.

La Roma s’incline en finale de Coupe d’Italie face à l’Inter Milan en 2005.

#### Spaletti et la rivalité avec l'Inter (2005-2010)

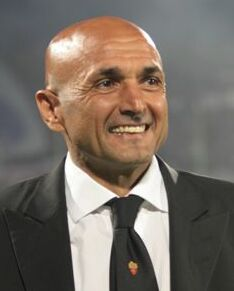
Spalletti dirige la Roma entre 2005 et 2009.

À partir de ce moment-là, l'AS Rome ne lâche plus les quatre premières places synonymes de Ligue des champions en compagnie de la Juventus, du Milan AC et de l'Inter Milan. La saison 2005-2006 est marquée par l'Affaire des matches truqués du Calcio où la Juve et le Milan AC sont mis en cause ; cela permet à l'AS Rome de retrouver une place de vice-champion et de se projeter « sereinement » sur la saison 2007. Après une belle campagne européenne, la Roma cède douloureusement en quarts de finale contre Manchester United 7-1. En championnat, malgré un parcours de champion, le club termine second, derrière l'Inter, véritable machine à gagner en cette saison 2006-2007. Mais c'est en Coupe d'Italie, après deux échecs successifs contre l'Inter Milan en finale, que la Roma prend sa revanche en triomphant de ces mêmes intéristes grâce à une victoire 6-2 à l'Olimpico. La défaite 2-1 à San Siro ne fait que confirmer l'avantage pris à l'aller. Francesco Totti, véritable symbole du club, soulève pour la première fois de sa carrière le trophée le 17 mai 2007. Ensuite, la Roma s'impose aussi en Supercoupe d'Italie (sa deuxième) 1-0 face à ces mêmes intéristes.

La Roma s’incline en finale de Coupe d’Italie face à l’Inter Milan en 2006.

La Roma réussit un bel exploit en éliminant le Real Madrid en Ligue des champions le 5 mars 2008 à Madrid sur le score de 2 à 1 pour le compte du match retour des huitièmes de finale (2-1 au match aller pour la Roma au stade Olimpico).
Malheureusement, au tour suivant, la Roma se fait sortir par la meilleure équipe du moment, le Manchester United (0-2 et 0-1) pour la deuxième année consécutive. À deux doigts de remporter le Scudetto 2008 (les Romains sont virtuellement leaders pendant une heure lors de la dernière journée), ceux-ci voient, impuissants car n'ayant pas leur sort entre leurs mains, les intéristes remporter un nouveau scudetto, avant de s'imposer face à ceux-ci au Stadio Olimpico pour le compte de la finale de la Coupe d'Italie, sur le score de 2-1, avec des buts de Philippe Mexès et Simone Perrotta.

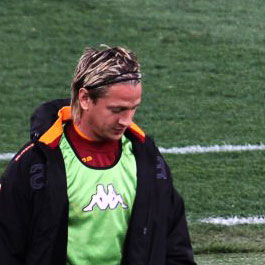
Mexès à l'entraînement avec l'AS Rome.

À l'inter-saison, Matteo Ferrari quitte le club car il arrive en fin de contrat pour rejoindre le Genoa CFC, de même pour le Français Ludovic Giuly qui quitte le club pour rejoindre le Paris Saint-Germain ainsi que Mauro Esposito qui est prêté au Chievo Verone. La Roma compte comme première acquisition le Norvégien John Arne Riise (ex-joueur de Liverpool FC) et comme second le Brésilien Julio Baptista en provenance du Real Madrid. Président de la Roma depuis 1993, Franco Sensi décède le 17 août 2008 à la suite de complications d'une crise pulmonaire. À la fin du mois d’août 2008, après avoir perdu la supercoupe d’Italie contre l’Inter Milan à San Siro (2-2, puis 8-7 aux tirs au but), les Romains obtiennent le jeune attaquant français Jérémy Ménez en provenance de l’AS Monaco (contrat de 4 ans). Le 29 août 2008, la fille de Franco Sensi, Rosella Sensi devient la nouvelle présidente de l'AS Roma et succède ainsi à son père décédé quelques jours plus tôt.

La Roma s’impose en finale de Coupe d’Italie face à l’Inter Milan en 2007.

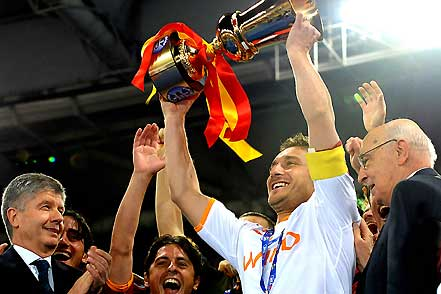
Totti brandissant la Coupe d'Italie en 2008.

La saison 2008-2009 est bien décevante pour les Giallorossi. Le début de saison est catastrophique, marqué par une série de défaites et notamment à domicile 0-4 face à l'Inter de Milan, une 17e place en championnat (record absolu depuis plus d'une cinquantaine d'années). Au fil du temps, l'AS Roma retrouve de meilleurs résultats, notamment après sa victoire face à la SS Lazio lors du derby (1-0), et réalise une belle série de victoires en Série A, ce qui lui permet d'espérer encore à une 4e place, place qualificative pour la Ligue des champions. Dans cette compétition, les Romains se réveillent et terminent à la première place de leur groupe devant Chelsea, et les Girondins de Bordeaux, que les Romains condamnent à la 3e place au Stadio Olimpico lors de la dernière journée (2-0). Les Romains entament l'année 2009 par de bons résultats en championnat, qui les replacent directement dans la course à la 4e place. En Ligue des champions, les Romains héritent du club anglais d'Arsenal en 8e de finale. Malheureusement, ils se font éliminer au match retour, qu'ils remportent 1-0 accédant ainsi à la prolongation et aux tirs au but, mais qu'ils perdent la tête haute (6-7). Cette défaite abaisse considérablement le moral de l'équipe, qui traverse un deuxième passage à vide, et qui condamne le club à une 6e place, quand même européenne.

La Roma s’impose à nouveau en finale de Coupe d’Italie face à l’Inter Milan en 2008.

Lors de la saison 2009-2010, à la suite de victoires sur des scores fleuves en qualifications en Ligue Europa contre des équipes modestes et après deux journées de championnat, la Roma se retrouve seule sur la dernière marche du classement de Serie A. Luciano Spalletti prend alors la décision de démissionner de son poste d'entraîneur et est remplacé par Claudio Ranieri. L'espoir italien, Alberto Aquilani est vendu au Liverpool FC lors du mercato estival provoquant quelques déceptions chez les supporters.
Le club de la louve finit l'année 2009 sur une série de dix matchs sans défaites toutes compétitions confondues (avec une victoire contre la SS Lazio), en accrochant la quatrième place face à Parme Football Club, ainsi qu'une qualification en seizième de finale de la Ligue Europa 2009-2010 contre le Panathinaïkos. Le 2 janvier 2010, Luca Toni signe à la Roma pour un prêt de six mois, avec option d'achat.

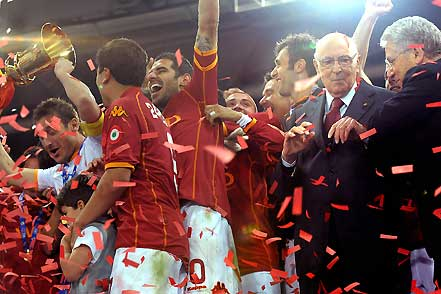
Simone Perotta célèbre la victoire en Coupe d’Italie en 2008.

La deuxième partie de saison de la Roma s'avère être un véritable coup de tonnerre dans la hiérarchie de la Série A. Malgré une élimination en Ligue Europa contre le club grec de Panathinaïkos, Roma mène en championnat une incroyable série de 24 résultats consécutifs sans concéder une défaite. Cette série est marquée par une victoire à l'extérieur contre la Juventus (1-2), arrachée par John Arne Riise dans les dernières minutes, et une victoire à domicile contre le leader, l'Inter Milan (2-1), grâce notamment à un but de Luca Toni.

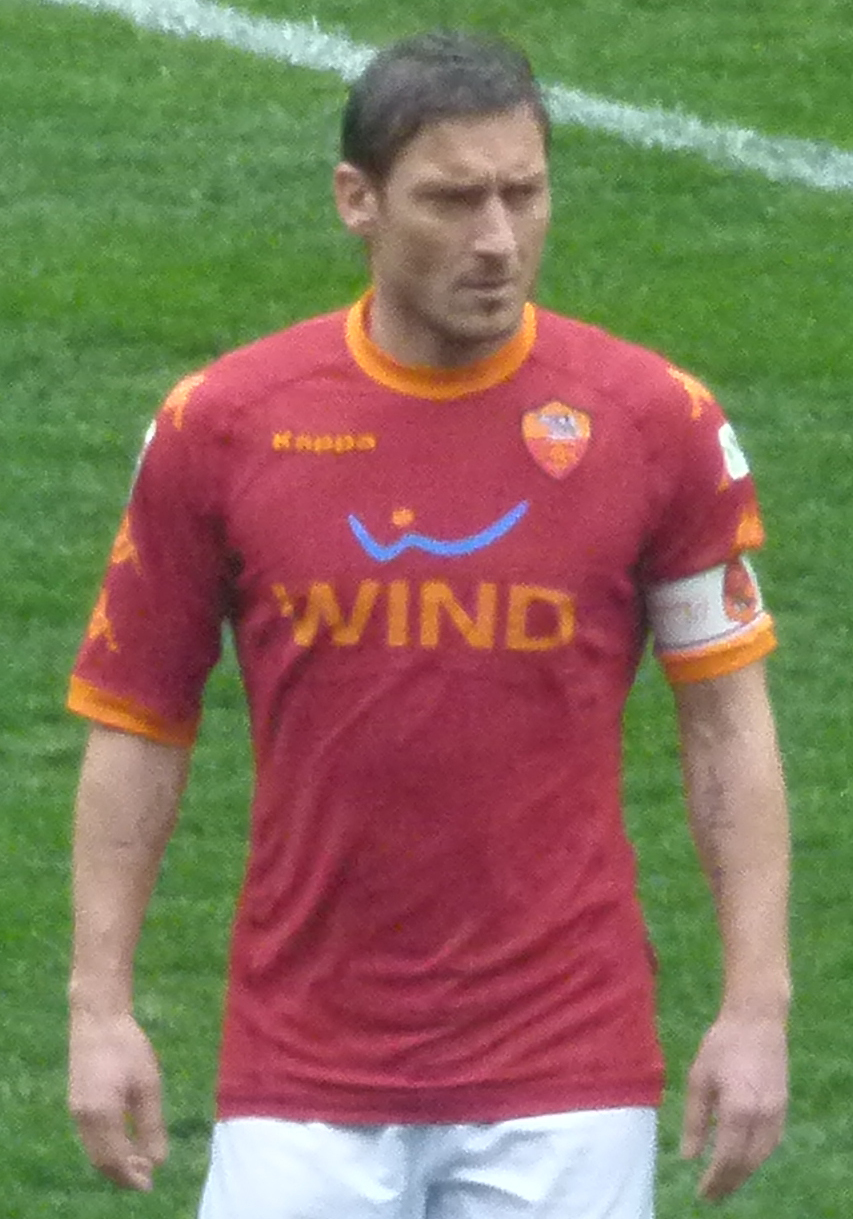
Francesco Totti, Capitano historique de l'AS Rome.

Quelques jours plus tard, à l'occasion d'une nouvelle victoire contre l'Atalanta (2-1), les hommes de Claudio Ranieri s'emparent de la tête de la Série A, s'ensuit un derby remporté contre la SS Lazio (2-1). Hélas, deux défaites, en championnat à domicile contre la Sampdoria (1-2) à trois journées de la fin de la saison et contre l'Inter Milan en finale de la Coupe d'Italie (0-1), les privent de titre. En championnat, le club termine une nouvelle fois dauphin de l'Inter Milan, un classement cependant inespéré lors du début de saison.
Après un début de saison 2010-2011 catastrophique (deux défaites et deux nuls face à des équipes jouant le maintien), la Roma se reprend lors de la cinquième journée en battant à l'Olimpico l'Inter. L'AS Roma remonte alors petit à petit la pente, en championnat comme en Ligue des champions, pour arriver juste après la trêve à la troisième marche du podium, et se qualifiant en 1/8e de finale de Ligue des champions face au Shakhtar Donetsk. Les giallorossi se retrouvent même en course dans toutes les compétitions puisque c'est la Juventus qui en a fait les frais en 1/4 de finale de Coupe d'Italie.

La Roma doit s’incliner en finale de Coupe d’Italie face à l’Inter en 2010 (0-1).

La partie retour de la série A est ponctuée de hauts et de bas. Si l'attaque romaine se montre parfois prolifique, la défense est trop fragile ; aussi la Roma, après avoir mené au score de deux voire trois buts, est elle souvent rejointe, ou dépassée, comme face au Genoa. Ces défauts apparaissent notamment en Ligue des champions, où l'AS Rome est battue au Stadio Olimpico 2 buts à 3 par le Shakhtar Donetsk, puis balayée 3-0 au match retour.
Claudio Ranieri démissionne de son poste d'entraineur, et est remplacé par Vincenzo Montella, ancien joueur chéri par le public romain.
Si le succès semble revenir, la relation entre l'ancien joueur et certains nouveaux giallorossi est complexe, tumultueuse, comme avec le Français Jérémy Menez.
Néanmoins, l'AS Rome se retrouve à la lutte avec l'Udinese, la Juventus, Palerme et son rival de la Lazio dans la course pour l'Europe.
Finalement, l'AS Rome, avec 63 points, termine la saison 2010-2011 à la 6e place, 3 points derrière la Lazio, et se qualifie pour les barrages de la Ligue Europa.

### Ere Palotta: podiums et absence de titres (2011-2019)
| Saisons 2010–2019              |                    |        |
| Saison                         | Classement         | Points |
| 2010/11                        | 6.                 | 63     |
| 2011/12                        | 7.                 | 56     |
| 2012/13                        | 6.                 | 62     |
| 2013/14                        | Médaille d'argent  | 85     |
| 2014/15                        | Médaille d'argent  | 70     |
| 2015/16                        | Médaille de bronze | 80     |
| 2016/17                        | Médaille d'argent  | 87     |
| 2017/18                        | Médaille de bronze | 77     |
| Vert : Victoire en championnat |                    |        |

Principaux titres :
Championnat d'Italie
- Vice-champion en 2014, 2015, 2017

Ligue des champions de l'UEFA 
- Demi-Finaliste en 2018

Coupe d'Italie 
- Finaliste en 2013

Supercoupe d'Italie (1)
- Finaliste en 2011

Au cours de l'été, le club de la Louve connait de profonds changements. La famille Sensi cède le contrôle du club à un groupe d'investisseurs américains, menés par Thomas DiBenedetto. Ce groupe achète 60 % des parts du club, pour environ 100 millions de dollars, faisant de l'AS Rome le premier club de série A majoritairement détenu par des étrangers. La famille Sensi, elle, conserve 40 % de l'AS Rome.
Les nouveaux propriétaires investissent rapidement dans le club. L'entraineur de la réserve du FC Barcelone, Luis Enrique, est embauché en remplacement de Vincenzo Montella.

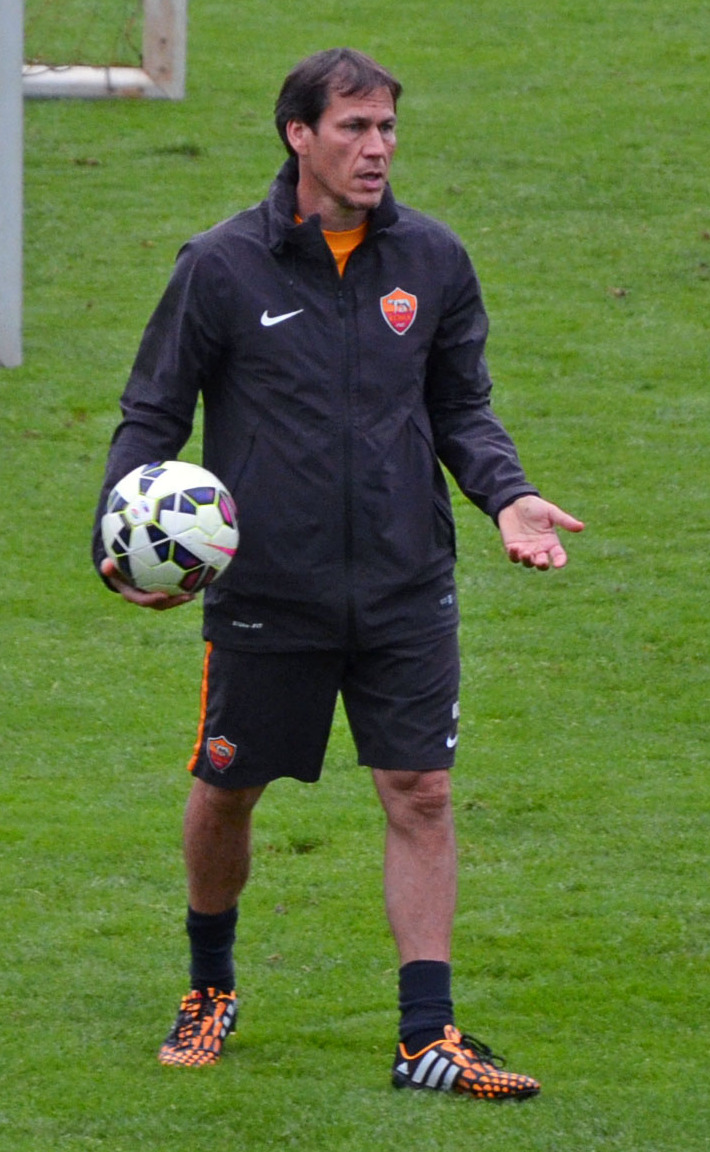
Rudi Garcia à l'entraînement avec l'AS Rome en 2014.

L'arrivée de l'Espagnol développe une nouvelle politique visant à rajeunir une équipe vieillissante et miser sur des jeunes joueurs talentueux. Une révolution s'opère ainsi dans l'effectif : Philippe Mexès (Milan AC), Jérémy Ménez (PSG), Mirko Vučinić (Juventus), John Arne Riise (Fulham) et le gardien de buts Doni (Liverpool) quittent le club. La campagne d'achats se révèle négative malgré quelques bons coups avec les arrivées des jeunes talents Erik Lamela (River Plate), Miralem Pjanić (Lyon) et Fabio Borini (Parme). À cela s'ajoutent cependant de nombreux « flops », avec les achats de Bojan, Maarten Stekelenburg, Simon Kjær, José Ángel ou encore Fernando Gago.
Malgré un projet de jeu ambitieux, la Roma de Luis Enrique connait une saison décevante. Elle est éliminée dès les tours préliminaires en Ligue Europa et termine le championnat à une 7e place qui la prive de coupe d'Europe pour la première fois depuis la saison 1996-97. En plus de ce bilan elle perd les deux derbys romains après avoir été victorieux des cinq précédents. Luis Enrique décide donc de quitter le club, le 11 mai 2012, à l'issue de la saison en accord avec ses dirigeants.

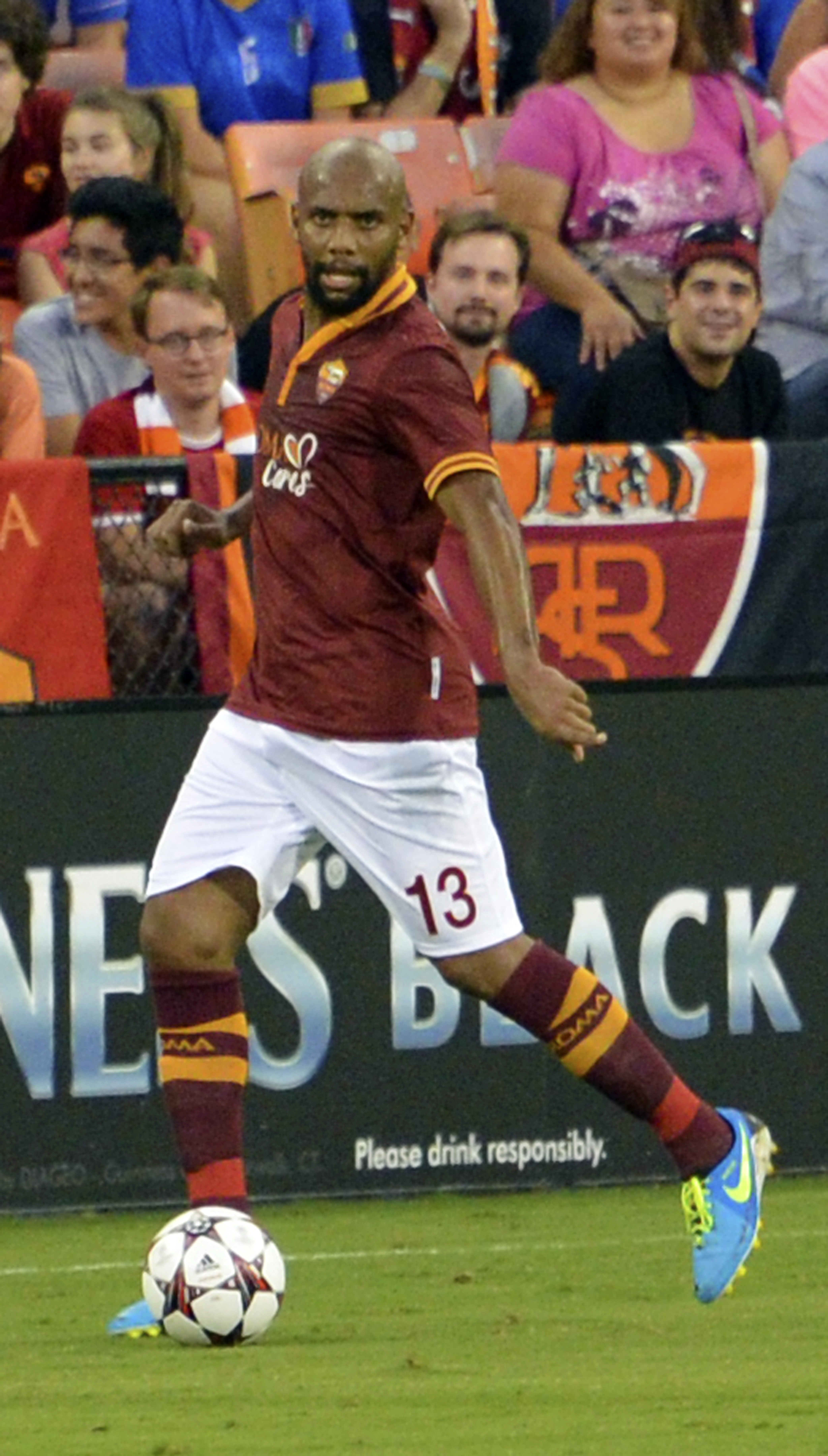
Le latéral brésilien Maicon sous le maillot romain.

C'est le tacticien tchèque naturalisé italien Zdeněk Zeman qui succède à Luis Enrique pour la saison suivante, qui, tout juste auréolé du titre de champion de série B avec Pescara fait son retour dans la capitale italienne 13 ans après l'avoir quittée.
Grand révélateur de jeunes talents, l'entraineur tchèque profite du mercato d'été pour rajeunir l'effectif romain en faisant signer pas moins de 7 joueurs de moins de 24 ans : Dodô, Panagiótis Tachtsídis, Michael Bradley, Jonatan Lucca (en), Iván Piris, Marquinhos et Mattia Destro. Federico Balzaretti vient également renforcer la défense romaine qui manquait d'un arrière gauche de haut niveau depuis le départ de John Arne Riise.
En plus de ces nouvelles recrues, il intègre progressivement à l'équipe première des jeunes très prometteur de la Primavera Giallorossa que sont Alessandro Florenzi élu meilleur jeune de Serie B la saison précédente, Nico Lopez et Alessio Romagnoli.
Il procède également à un allègement de l'effectif en laissant partir plusieurs joueurs qui n'entrent plus dans les plans romains (dont certains depuis des années) : Cicinho, Fábio Simplício, Juan, Fabio Borini, Antunes, Stefano Okaka, Aleandro Rosi, Gianluca Curci, Matteo Brighi, Leandro Greco, David Pizarro, Marco Borriello, Jose Angel. Fernando Gago et Simon Kjær qui étaient prêté la saison précédente ne sont eux pas conservés au contraire du Brésilien Marquinho.
Lors du début de saison, James Pallotta succède à DiBenedetto en tant que président du club. Pallotta nomme Italo Zanzi (it) comme son délégué en Italie.
Malgré quelques rares performances de haut niveau face au Milan, l'Inter ou encore la Fiorentina le jeu de Zeman ne prend pas. La Roma affiche l'une des pires défenses du championnat et il se fait limoger début 2013 après une série de 5 matchs sans victoire en Serie A.

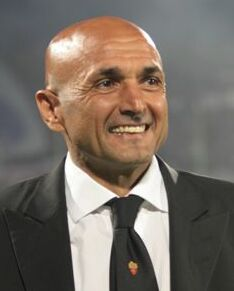
Luciano Spalletti entraine à nouveau l’AS Rome entre 2016 et 2017.

En remplacement du « Boemo », Aurelio Andreazzoli, membre du staff technique, est choisi pour au moins assurer une fin de saison correcte. Son premier match se solde par une défaite face à la Sampdoria, avant d'enchaîner ensuite sur un parcours plus que correct, et un bilan de 8 victoires, 3 matchs nuls et 3 défaites. Mais il manque son seul rendez-vous majeur de l'année, à savoir la finale historique de la Coppa Italia face à la Lazio, club rival de toujours. Cette défaite pousse les supporters, humiliés, à remettre les dirigeants en cause.
Le 12 juin 2013, le club officialise l'arrivée du technicien français Rudi Garcia en provenance du LOSC Lille au poste d'entraîneur pour une durée de deux ans. Le Français récupère une équipe meurtrie par l'humiliation subie en finale de la Coppa Italia. Le recrutement est axé sur des hommes d'expérience au tempérament de leader (Morgan De Sanctis, Mehdi Benatia, Maicon Douglas, Kevin Strootman) et sur des joueurs en quête de revanche (Gervinho, Adem Ljajić).
Rudi Garcia parvient à ressusciter le groupe romain à tel point qu'ils réalisent un début de saison historique en enchainant dix victoires consécutives lors des dix premières journées de championnat (record de la Serie A battu). Réalisant au passage plusieurs performances qui marquent les esprits, 2-0 face à Naples et un cinglant 3-0 sur le terrain de l'Inter.
Ils perdent la tête du championnat à la suite d'une fin d'année compliquée, ponctuée par les blessures de Francesco Totti, Federico Balzaretti et Gervinho. Ils parviennent tout de même à tenir le rythme infernal imprimé par la Juventus Turin jusqu'en toute fin de saison. Nombreux sont les connaisseurs de Serie A à réaliser que la Roma aurait été championne avec un tel total de points final si la Juventus n'avait pas réalisé sa saison record. À noter également que le club échoue aux portes de la finale de la Coupe d'Italie en étant éliminé par Naples en demi-finale (victoire 3-2 à Rome, défaite 3-0 à Naples) et perd Kevin Strootman sur blessure jusqu'en fin de saison (brillamment suppléé par l'arrivée de Radja Nainggolan).
Finalement Rudi Garcia réalise une saison historique pour le club. En effet, lui et ses troupes battent de nombreux records du club. Record de victoires (26), record de points (85 pts, record absolu de l’histoire du club et second meilleur total d’un deuxième de Serie A, depuis le retour à 20 clubs), record de buts encaissés (25).

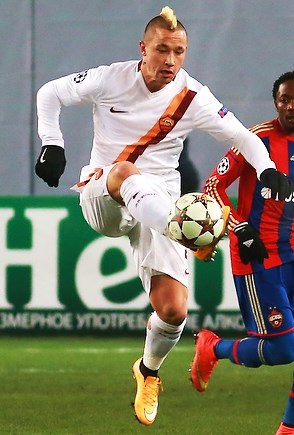
Radja Nainggolan est un des joueurs favoris des tifosi de la Roma.

Concernant les performances individuelles, Francesco Totti et Gervinho terminent co-meilleurs passeurs du championnat (10 passes décisives chacun) et Mattia Destro malgré le fait qu'il ait joué l'équivalent d'une moitié de saison termine avec 13 buts inscrits en 18 matchs joués.
Lors de la saison 2014-2015, la Roma termine une nouvelle fois deuxième du championnat derrière la Juventus.
Pour la saison 2015-2016, après un démarrage mitigé, la Roma retrouve à nouveau le sommet de la Serie A dès la 8e journée de championnat avant de prendre la tête la journée suivante. Cependant, une mauvaise série (2V-5N-2D sur 9 matches) la fait redescendre de façon progressive à la 5e place et la décroche de ses rivaux à la lutte pour le titre, ce qui précipite le limogeage de Rudi Garcia. Il est aussitôt remplacé par Luciano Spalletti le 13 janvier 2016.
La Roma commence sa saison 2016-2017 par un échec cuisant, balayée par le FC Porto en barrages pour la Ligue des Champions. Reversée en Ligue Europa, la Roma sort facilement de sa poule et élimine Villarreal (4-0, 0-1), avant de tomber face à l’Olympique lyonnais en huitièmes de finale (2-4, 2-1). En championnat, le club se montre régulier et termine à nouveau deuxième derrière la Juventus. Cette saison marque la fin d'une époque puisqu'il s'agit de la dernière de la légende Francesco Totti, qui se retire des terrains à l'issue de la saison. Le dernier match de l'année remporté face au Genoa (3-2) est ainsi le tout dernier disputé par la légende de la Roma, qui reçoit un hommage poignant de la part de ses tifosi.

Le bosnien Edin Džeko inscrit 109 buts sous les couleurs de l’AS Rome.

De retour en Ligue des champions, la Roma engage Eusebio Di Francesco en tant qu'entraîneur à la suite du départ de Spalletti à l'Inter. Après une première partie de saison solide (4e à la trêve), la Roma parvient à s'extirper brillamment d'un groupe relevé en Ligue des champions. Placé dans le même groupe que Chelsea et l'Atlético Madrid (finaliste de la dernière édition), la Roma termine leader du groupe avec une seule défaite. Lors de la phase finale, les Romains vont se montrer spécialistes des retournements de situation. Opposé au Shakhtar Donetsk en huitièmes, le club perd en Ukraine 2 à 1 lors du match aller, avant de retourner la situation à l'Olimpico grâce à un but de Edin Džeko (1-0). Héritant du FC Barcelone en quarts, l'AS Roma n'est clairement pas favorite et subit la loi des Barcelonais au Camp Nou (défaite 4-1). Le match retour, disputé dans un stade survolté, est resté mémorable chez les tifosi du club. Après des buts de Dzeko et Daniele De Rossi sur penalty, la Roma met la pression sur le Barça et n'a besoin que d'un but pour réaliser un retour historique. À dix minutes de la fin, le défenseur grec Kóstas Manolás s'élève plus haut que tout le monde et permet aux Romains de se qualifier devant l'ogre barcelonais.
L'exploit fut célébré par les supporters, à tel point que le président James Pallotta finit la nuit dans la fontaine située Piazza del Popolo. En demi-finale, la Roma affronte Liverpool. Menés 5 à 0 après soixante-cinq minutes de jeu, les hommes de Di Francesco limitent la casse et marquent par deux fois (Dzeko et Diego Perotti), pour un score final de 5-2 en faveur des Anglais. Dans la même configuration qu'au tour précédent, les Romains doivent l'emporter par trois buts d'écart pour se qualifier en finale. Menée (1-2) à la mi-temps, la Roma réalise un retour flamboyant grâce notamment à un doublé de Radja Nainggolan, qui s'avère toutefois insuffisant pour éliminer Liverpool. Le scénario épique de cette campagne européenne ravit les tifosi, qui élisent en décembre 2019 le quart de finale retour face au Barça "meilleur match de la décennie".

### Ere Friedkin: résultats nationaux décevants et premier titre européen (2019 - aujourd'hui)
| Saisons 2019–2024              |            |        |
| Saison                         | Classement | Points |
| 2018/19                        | 6.         | 66     |
| 2019/20                        | 5.         | 70     |
| 2020/21                        | 7.         | 62     |
| 2021/22                        | 6.         | 63     |
| 2022/23                        | 6.         | 63     |
| 2023/24                        | 6.         | 63     |
| Vert : Victoire en championnat |            |        |

Principaux titres :
 Ligue Conférence de l'UEFA (1)
- Vainqueur en 2022

 Ligue Europa 
- Finaliste en 2023
- Demi-Finaliste en 2021

À l'aube de la saison 2018-2019, la Roma perd de nombreux cadres. Le gardien Alisson rejoint Liverpool, tandis que Radja Nainggolan est transféré à l'Inter. Les résultats sont en deçà des attentes au cours de cette saison, et la Roma se classe seulement 6e à la trêve hivernale. Surtout, le club subit une défaite humiliante face à la Fiorentina en quarts de finale de Coupe d'Italie, sur le score de 7 à 1. En Ligue des champions, l'AS Roma termine deuxième de son groupe derrière le Real Madrid, malgré une défaite surprise face au Viktoria Plzen.

L’équipe de l’AS Rome qui remporte la Conference League en 2022.

En huitièmes, la Roma est éliminée par le FC Porto. Vainqueurs au match aller (2-1), les Romains s'inclinent sur le même score au Portugal, avant d'encaisser un troisième but synonyme d'élimination en prolongations. À la suite de cet échec cuisant, Eusebio Di Francesco est démis de ses fonctions et remplacé par Claudio Ranieri, de retour à la tête de son club de cœur. L'arrivée de Ranieri redonne du baume au cœur des Romains, qui terminent la saison avec une série de neuf matchs consécutifs sans défaite. Toutefois, le nouvel entraîneur ne parvient pas à qualifier le club pour la Ligue des champions et termine à la sixième place, qualificative pour la Ligue Europa. En clôture de la saison, la Roma bat Parme pour ce qui est le dernier match de la légende Daniele De Rossi sous le maillot romain.

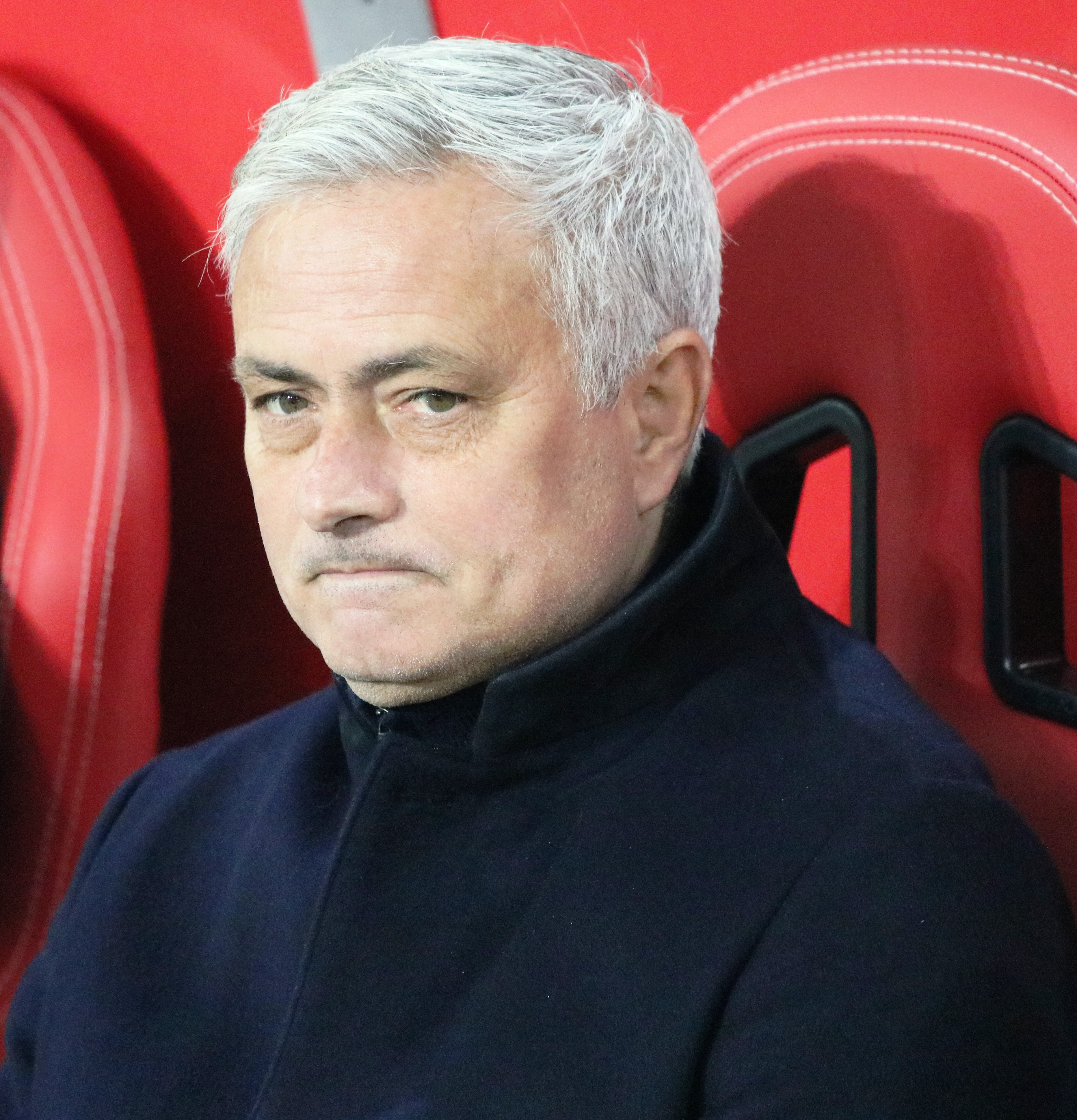
José Mourinho permet à la Roma de remporter son premier titre européen.

Malgré des résultats positifs, Ranieri n'est pas conservé et est remplacé par Paulo Fonseca, ex-coach du Shakhtar Donetsk, pour la saison 2019-2020.
Lors de la saison 2020-2021, le club atteindra le dernier carré de la Ligue Europa après avoir notamment éliminé l'Ajax (qui était l'un des favoris de la compétition). La Louve s'inclinera contre Manchester United (8-5 cumulé) lors des demis. En championnat, la saison fut bien plus compliquée, ce qui coûta le poste de Fonseca, qui réussira néanmoins à qualifier son équipe pour la C4.
Se montrant ambitieux, la direction de la Roma décide de nommer José Mourinho comme entraineur principal pour 3 ans, qui les mènera vers la finale de la toute nouvelle Ligue Europa Conférence. La Roma remportera cette compétition en battant 1-0 le Feyenoord, et mit fin à une disette de 14 ans sans trophée. Après 138 rencontres sur le banc du club, José Mourinho est licencié le 16 janvier 2024, après la défaite 3-1 face à l'AC Milan. Il est remplacé par Daniele De Rossi, qui signe un contrat le liant à la Roma jusqu'au 30 juin 2024.

## L'identité du club

### Évolution de l'emblème
Le logo historique de l'AS Roma est associé à la légende de la fondation de Rome et l'allaitement de Romulus et Rémus par la Louve Capitoline.

de 1930 à 1934
de 1937 à 1942
de 1942 à 1945
de 1960 à 1961
de 1979 à 1997
de 1997 à 2013
de 2013 à 2017
depuis 2017

L'AS Roma a modifié son logo à plusieurs reprises dans son histoire :
- D'abord entre les années 1930 et la fin des années 1950 durant lesquelles le club utilise le sigle "ASR" en jaune dans un cercle rouge cerclé de jaune.
- Le sigle "ASR" est remplacé durant le début des années 1960 par "As Roma", avant un retour rapide au logo originel associant la louve et le sigle "ASR".
- À partir de 1978 et jusqu'en 1997, le club arbore un logo totalement nouveau appelé "Il lupetto" (le petit loup), créé par Piero Gratton. Il représente une tête de loup encerclée de rouge et jaune. Ce logo fut utilisé à plusieurs reprises sur les maillots « extérieur » du club dans le courant des années 2000.
- À partir de 1997 et jusqu'à mai 2013, le club adopte à nouveau son logo originel dans une version modernisée.
- Le 22 mai 2013, les nouveaux dirigeants américains instaurent un nouvel emblème. Le signe ASR disparait, remplacé par l'écriture ROMA en lettres capitales. Le jaune or, couleur historique du club, est remplacé par un jaune orangé. Ce nouvel emblème est fortement critiqué par les romanistes[16].
- Le 7 juin 2017, le club présente un nouvel emblème. Les couleurs traditionnelles or et pourpre du club sont restaurées.
- Le 7 juin 2025, Ryan et Dan Friedkin, propriétaires du club, annonce dans leur communiqué de fin de saison, la ré-appropriation du blason historique "ASR" avec un nouveau logo[17].

### Les rivalités
Le football italien est caractérisé par son campanilisme, dénotant un attachement absolu au club supporté. Cette conception entraine un rejet de tous les autres clubs de la Péninsule, excluant toute idée de solidarité ou fraternité. La Roma, constituée aussi bien du club que de ses tifosi, cultive depuis sa création de très acerbes rivalités avec la plupart des autres clubs italiens. La plus forte d'entre elles est celle avec la Lazio, donnant lieu au derby de Rome.
En seconde position se retrouve sans conteste celle avec la Juventus. Parfois mise en sourdine, elle revient avec vigueur sur le devant de la scène lorsque les deux clubs sont aux commandes du Calcio. Ce fut notamment le cas au début des années 1980, au début des années 2000, et très récemment, à partir de 2013. Sur le terrain, cette rivalité se nourrit essentiellement d'épisodes arbitraux en défaveur de la Roma. L'épisode le plus marquant remonte au 10 mai 1981. Au cours d'une rencontre à Turin, un but refusé à Maurizio Turone, joueur romain, empêchera le club de la capitale d'être sacré champion d'Italie. Cet épisode, renommé "Er go' de Turone", suscita les critiques car le hors-jeu ayant invalidé le but était inexistant, Cesare Prandelli tenant en jeu le défenseur romain. Le 8 février 1998, toujours à Turin, la Juventus l'emporte 3-1 contre la Roma, au terme d'un match caractérisé par les nombreuses injustices arbitrales en faveur du club bianconero. Le premier but de Zinedine Zidane est entaché d'une poussette de Pippo Inzaghi sur Vincent Candela. Plus tard au cours de la rencontre, Zidane sera gracié à la suite d'une gifle donnée à Fabio Petruzzi. Deux penaltys sont niés aux joueurs romains. Le second est d'une évidence telle que Didier Deschamps sera obligé de reconnaitre après la rencontre que son tacle, objet du litige, était irrégulier. Les critiques d'après match suffisent à définir les reproches exercés depuis de nombreuses années par la Roma et ses supporters à la Vieille Dame : le club turinois serait bénéficiaire de constantes décisions arbitrales en sa faveur. Ainsi, Zdenek Zeman, entraineur giallorosso, estime que la Juventus est en tête du championnat « car ils sont forts et aussi aidés par les arbitres ». Le président Franco Sensi estimera quant à lui que l'injustice était visible de tous. Un autre match a récemment suscité de vives polémiques[Lequel ?].
La rivalité avec l'Inter est elle aussi assez forte. Elle provient à l'origine du fait que les supporters nerazzurri nourrissent de bonnes relations avec ceux de la Lazio. La rivalité a atteint son paroxysme de 2006 à 2010, période où les deux équipes étaient les plus fortes d'Italie. Ici encore, de nombreuses décisions arbitrales en défaveur du club giallorosso ont alimenté les critiques. 2 saisons sont à retenir en particulier. La première est celle de 2007-2008, qui verra l'Inter sacrée championne d'Italie à la dernière journée. Après le sacre nerazzurro, le vice-capitaine romaniste Daniele de Rossi exprimera sa colère, estimant que "le championnat a été faussé", et que "7-8 matchs ont été l'objet de faveurs arbitrales pour l'Inter". Les critiques reviennent sur le devant de la scène en 2010. L'Inter de José Mourinho, après avoir été largement en tête du championnat, allant compter jusqu'à 13 points d'avance sur le club de la capitale, voit les romains combler leur retard. Le 27 mars 2010, la Roma accueille l'Inter et peut revenir à 1 point du leader en cas de victoire. La Roma l'emportera 2-1, malgré trois erreurs d'arbitrage : le but interiste de Diego Milito est entaché d'un net hors-jeu au départ de l'action, Christian Chivu ne sera pas expulsé après une vilaine faute sur un joueur romain, et un penalty qui aurait permis à la Roma de mener 3-1 ne fut pas accordé à Matteo Brighi, qui sera au contraire sanctionné d'un carton jaune pour simulation,. Quelques semaines plus tard, les romains finiront par passer en tête du championnat. Ils garderont la première place jusqu'au 25 avril, date de la défaite 1-2 face à la Sampdoria. Pour ce match, la Lega décide de confier l'arbitrage à Antonio Damato, dont il sera reconnu quelques jours plus tard qu'il avait exprimé dans une interview des sympathies pour l'Inter et Antonio Cassano, alors joueur de la Sampdoria. La défaite romaine est entachée par deux penaltys refusés. La semaine suivante, c'est l'équipe de la Lazio qui est soupçonnée de porter préjudice à ses éternels rivaux, en perdant sans vraiment se battre son match face à l'Inter. L'équipe lombarde sera finalement sacrée championne d'Italie au mois de mai.
La rivalité avec le Milan est marquée par la mort d'Antonio de Falchi le 4 juin 1989 aux abords du Stade San Siro. Jeune supporter romaniste de 18 ans, De Falchi meurt des suites d'un infarctus, causé des coups reçus par une trentaine de supporters milanais avant la rencontre. Les funérailles auront lieu le 7 juin à Torre Maura, devant plus d'une dizaine de milliers de personnes. Y assisteront Dino Viola, président de la Roma, Giuseppe Giannini, Sebino Nela ainsi que toute l'équipe de jeunes du club (la Roma Primavera).
Le club de la capitale entretient également des relations tendues avec l'Atalanta, club de la ville de Bergame en Lombardie. Les supporters bergamasques reprochent les trahisons de certains de leurs meilleurs joueurs, transférés au club giallorosso. Les exemples les plus significatifs sont ceux de Valter Bonacina et de l'argentin Claudio Caniggia. Durant l'été 2013, au cours d'une fête organisée par les ultras de l'Atalanta, un tank où se trouvait des joueurs du club bergamasque écrase deux voitures. L'une était aux couleurs du Brescia, rival historique et géographique, et l'autre aux couleurs de la Roma.
Ces dernières années, la rivalité ayant causé le plus de remous est celle avec le Napoli. Le match entre les deux clubs est traditionnellement appelé « Derby del Sole » (derby du soleil), car il oppose les deux clubs les plus supportés et plus titrés du Centre-Sud italien. Un jumelage entre supporters romanistes et napolitains était organisé au début des années 1980. Il est interrompu en 1987, à la suite d'un vilain geste adressé au cours d'un match par Salvatore Bagni aux supporters giallorossi. Depuis cet événement, les relations entre les deux clubs empirent. Le retour récent du Napoli aux premières places de Serie A a accentué le phénomène. Au cours de la saison 2013-2014, comme d'autres virages italien, la Curva Sud romaniste est sanctionnée pour avoir entonné des « chants discriminatoires » à l'égard des habitants de Naples. Ces chants, habituellement utilisés dans les stades italiens depuis des décennies, invoquent notamment de façon goliardique la destruction de la ville napolitaine par le Vésuve. Les relations sont particulièrement électriques entre les deux camps depuis la mort de Ciro Esposito, avant la finale de Coupe d'Italie le 3 mai 2014. Le jeune supporter napolitain aurait été tué par un coup de feu reçu par Daniele De Santis, ultra romaniste proche des milieux de l'extrême droite italienne. Lors de Roma - Juventus, match ayant lieu une semaine après les événements, la Curva Sud entame une grève des chants et affiche explicitement son soutien à De Santis. Ce dernier est condamné en première instance le 26 mai 2016 à 26 ans de réclusion criminelle.

## Palmarès
Le tableau suivant récapitule les performances de l'AS Rome dans les diverses compétitions italiennes et européennes.
En Coupe d'Europe, les Romains ont remporté un titre de Coupe des villes de foires en 1961, et un titre en Ligue Europa Conférence en 2022, ainsi que trois finales, une de Ligue des champions à domicile en 1984 et deux de Coupe UEFA/Ligue Europa en 1991 et 2023.
Au niveau national, l'AS Rome occupe avec trois titres la huitième place avec le Napoli devant la Lazio et la Fiorentina, qui ont remporté deux titres chacun.
La Coupe d'Italie est une compétition qu'affectionne le club romain puisqu'avec 9 titres ils sont le 2e club le plus titré avec l'Inter.
L’AS Rome occupe la 5e place au classement des équipes les plus titrés en Supercoupe d’Italie avec deux sacres en 2001 et 2007, devant le SSC Naples qui a également 2 succès mais moins de finales (6 finales pour l'AS Rome).
Les Giallorossi sont champion de Serie B en 1952 lors de leur seule saison en deuxième division italienne.
| Compétitions internationales | Compétitions nationales |
| - Ligue des champions - Finaliste : 1984 - Ligue Europa - Finaliste : 1991 et 2023 - Ligue Europa Conférence (1) - Vainqueur : 2022 - Coupe des villes de foires (1) - Vainqueur : 1961 - Coupe anglo-italienne (1) - Vainqueur : 1972 | - Serie A (3) - Champion : 1942, 1983 et 2001 - Vice-champion : 1931, 1936, 1981, 1984, 1986, 2002, 2004, 2006, 2007, 2008, 2010, 2014, 2015 et 2017 - Coupe d'Italie (9) - Vainqueur : 1964, 1969, 1980, 1981, 1984, 1986, 1991, 2007 et 2008 - Finaliste : 1937, 1941, 1993, 2003, 2005, 2006, 2010 et 2013 - Supercoupe d'Italie (2) - Vainqueur : 2001 et 2007 - Finaliste : 1991, 2006, 2008 et 2010 - Serie B (1) - Champion : 1952 |
| Compétitions nationales et régionales disparues | Compétitions de jeunes |
| - Championnat romain de guerre (1) - Champion : 1945 - Vice-champion : 1944 - Coupe CONI (1) - Vainqueur : 1928 | - Blue Stars/FIFA Youth Cup (2) - Vainqueur : 1980 et 2003 - Championnat d'Italie Primavera (8) - Champion : 1973, 1974, 1978, 1984, 1990, 2005, 2011 et 2016 - Vice-champion : 1972, 1998 et 2022 - Coupe d'Italie Primavera (6) - Vainqueur : 1974, 1975, 1994, 2012, 2017 et 2023 - Finaliste : 2011 et 2015 - Supercoupe d'Italie Primavera (3) - Vainqueur : 2012, 2016 et 2023 - Finaliste : 2005, 2011 et 2017 - Tournoi de Viareggio (3) - Vainqueur : 1981, 1983 et 1991 - Finaliste : 1950, 1957, 1978, 1985, 1989, 1992, 2007 et 2012 |
| Tournois saisonniers | |
| - Trofeo Nazionale di Lega Armando Picchi (1) - Vainqueur : 1971 - Coupe Ottorino Barassi (1) - Vainqueur : 1969 - Coupe des Alpes (1) - Vainqueur : 1960 (avec 7 autres équipes) - Trophée Costa del Sol (1) - Vainqueur : 1962 - Coupe IFFHS (1) - Vainqueur : 1991 - World Series of Football (1) - Vainqueur : 2004 - Trophée Naranja (1) - Vainqueur : 2015 - Trophée 1906 (1) - Vainqueur : 2025 | |

## Personnalités du club

### Présidents
Le tableau suivant récapitule les différents présidents de l'AS Roma depuis sa création en 1927.
| Rang | Nom                | Période   |
| ---- | ------------------ | --------- |
| 1    | Italo Foschi       | 1927-1928 |
| 2    | Renato Sacerdoti   | 1928-1935 |
| 3    | Vittorio Scialoja  | 1935-1936 |
| 4    | Igino Betti        | 1936-1941 |
| 5    | Edgardo Bazzini    | 1941-1944 |
| 6    | Pietro Baldassarre | 1944-1949 |

| Rang | Nom                      | Période   |
| ---- | ------------------------ | --------- |
| 7    | Pier Carlo Restagno      | 1949-1952 |
| 8    | Romolo Vaselli           | 1952      |
| 9    | Renato Sacerdoti         | 1952-1958 |
| 10   | Anacleto Gianni          | 1958-1962 |
| 11   | Francesco Marini-Dettina | 1962-1965 |
| 12   | Franco Evangelisti       | 1965-1968 |

| Rang | Nom                 | Période   |
| ---- | ------------------- | --------- |
| 13   | Francesco Ranucci   | 1968-1969 |
| 14   | Alvaro Marchini     | 1969-1971 |
| 15   | Gaetano Anzalone    | 1971-1979 |
| 16   | Dino Viola          | 1979-1991 |
| 17   | Flora Viola         | 1991      |
| 18   | Giuseppe Ciarrapico | 1991-1993 |

| Rang | Nom                    | Période     |
| ---- | ---------------------- | ----------- |
| 19   | Ciro Di Martino        | 1993        |
| 20   | Franco Sensi           | 1993-2008   |
| 21   | Rosella Sensi          | 2008-2011   |
| 22   | Thomas R. Di Benedetto | 2011-2012   |
| 23   | James Pallotta         | 2012-2020   |
| 24   | Dan Friedkin           | depuis 2020 |

### Entraîneurs
Les tableaux suivants récapitulent les différents entraîneurs de l'AS Roma depuis sa création en 1927.
| Rang | Nom               | Période   |
| ---- | ----------------- | --------- |
| 1    | William Garbutt   | 1927-1929 |
| 2    | Guido Baccani     | 1929-1930 |
| 3    | Herbert Burgess   | 1930-1932 |
| 4    | Lászlo Barr       | 1932-1933 |
| 5    | Lajos Kovács      | 1933-1934 |
| 6    | Luigi Barbesino   | 1934-1938 |
| 7    | Guido Ara         | 1938-1939 |
| 8    | Alfréd Schaffer   | 1939-1942 |
| 9    | Géza Kertész      | 1942-1943 |
| 10   | Guido Masetti     | 1943-1945 |
| 11   | Giovanni Degni    | 1945-1947 |
| 12   | Imre Senkey       | 1947-1948 |
| 13   | Luigi Brunella    | 1948-1949 |
| 14   | Fulvio Bernardini | 1949-1950 |
| 15   | Adolfo Baloncieri | 1950      |
| 16   | Pietro Serantoni  | 1950      |
| 17   | Guido Masetti     | 1950-1951 |
| 18   | Giuseppe Viani    | 1951-1953 |
| 19   | Mario Varglien    | 1953-1954 |
| 20   | Jesse Carver      | 1954-1956 |
| 21   | György Sarosi     | 1956      |
| 22   | Guido Masetti     | 1956-1957 |
| 23   | Alec Stock        | 1957-1958 |
| 24   | Gunnar Nordahl    | 1958-1959 |
| 25   | György Sarosi     | 1959-1960 |

| Rang | Nom                  | Période   |
| ---- | -------------------- | --------- |
| 26   | Alfredo Foni         | 1960-1961 |
| 27   | Luis Carniglia       | 1961-1963 |
| 28   | Naim Krieziu         | 1963      |
| 29   | Alfredo Foni         | 1963-1964 |
| 30   | Luis Miró            | 1964-1965 |
| 31   | Juan Carlos Lorenzo  | 1965-1966 |
| 32   | Oronzo Pugliese      | 1966-1968 |
| 33   | Helenio Herrera      | 1968-1970 |
| 34   | Luciano Tessari      | 1970      |
| 35   | Helenio Herrera      | 1971-1972 |
| 36   | Tonino Trebiciani    | 1972-1973 |
| 37   | Nils Liedholm        | 1974-1977 |
| 38   | Gustavo Giagnoni     | 1978-1979 |
| 39   | Ferruccio Valcareggi | 1979-1980 |
| 40   | Nils Liedholm        | 1980-1984 |
| 41   | Sven-Göran Eriksson  | 1984-1986 |
| 42   | Angelo Sormani       | 1986-1988 |
| 43   | Nils Liedholm        | 1988      |
| 44   | Luciano Spinosi      | 1988-1989 |
| 45   | Luigi Radice         | 1989-1990 |
| 46   | Ottavio Bianchi      | 1990-1992 |
| 47   | Vujadin Boškov       | 1992-1993 |
| 48   | Carlo Mazzone        | 1993-1996 |
| 49   | Carlos Bianchi       | 1996      |
| 50   | Nils Liedholm        | 1996      |

| Rang | Nom                  | Période   |
| ---- | -------------------- | --------- |
| 51   | Ezio Sella           | 1996      |
| 52   | Zdeněk Zeman         | 1997-1999 |
| 53   | Fabio Capello        | 1999-2004 |
| 54   | Cesare Prandelli     | 2004      |
| 55   | Rudi Völler          | 2004      |
| 56   | Luigi Delneri        | 2004-2005 |
| 57   | Bruno Conti          | 2005      |
| 58   | Luciano Spalletti    | 2005-2009 |
| 59   | Claudio Ranieri      | 2009-2011 |
| 60   | Vincenzo Montella    | 2011-2011 |
| 61   | Luis Enrique         | 2011-2012 |
| 62   | Zdeněk Zeman         | 2012-2013 |
| 63   | Aurelio Andreazzoli  | 2013-2013 |
| 64   | Rudi Garcia          | 2013-2016 |
| 65   | Luciano Spalletti    | 2016-2017 |
| 66   | Eusebio Di Francesco | 2017-2019 |
| 67   | Claudio Ranieri      | 2019      |
| 68   | Paulo Fonseca        | 2019-2021 |
| 69   | José Mourinho        | 2021-2024 |
| 70   | Daniele De Rossi     | 2024      |
| 71   | Ivan Jurić           | 2024      |
| 72   | Claudio Ranieri      | 2024-2025 |
| 73   | Gian Piero Gasperini | 2025-     |

### Joueurs

#### Hall of Fame
Depuis 2012, l'AS Roma, via son site internet, a créé un Hall of Fame où les tifosi peuvent voter pour les joueurs qu'ils jugent apte de l'intégrer. Voici le résultat obtenu (entre parenthèses la période professionnelle passée au club) :
Gardiens
- Guido Masetti (1930-1943)
- Franco Tancredi (1977-1990)

Défenseurs
- Attilio Ferraris (1927-1934)
- Giacomo Losi (1955-1969)
- Sergio Santarini (en) (1968-1981)
- Francesco Rocca (1972-1981)
- Sebastiano Nela (1981-1992)
- Aldair (1990-2003)
- Cafú (1997-2003)
- Vincent Candela (1997-2005)

Milieux
- Fulvio Bernardini (1928-1939)
- Agostino Di Bartolomei (1972-1975 et 1976-1984)
- Carlo Ancelotti (1979-1987)
- Alcides Edgardo Ghiggia (1953-1961)
- Falcão (1980-1985)
- Giuseppe Giannini (1981-1996)
- Damiano Tommasi (1996-2006)
- Giorgio Carpi (en) (1927-1936)
- Toninho Cerezo (1983-1986)
- Giancarlo De Sisti (1960-1965 et 1974-1979)
- Arcadio Venturi (1948-1957)
- Daniele De Rossi (2001-2019)

Attaquants
- Amedeo Amadei (1936-1938 et 1939-1948)
- Bruno Conti (1974-1990)
- Roberto Pruzzo (1978-1988)
- Rudi Völler (1987-1992)
- Vincenzo Montella (1999-2009)
- Gabriel Batistuta (2000-2003)
- Francesco Totti (1993-2017)

### Effectif professionnel actuel
Le premier tableau liste l'effectif professionnel de la Roma pour la saison 2025-2026. Le second recense les prêts effectués par le club lors de cette même saison.
En grisé, les sélections de joueurs internationaux chez les jeunes mais n'ayant jamais été appelés aux échelons supérieurs une fois l'âge-limite dépassé ou les joueurs ayant pris leur retraite internationale.

## Structures du club

### Stades

Le Stadio Olimpico

Le club joue de 1927 à 1929 au Motovelodromo Appio, de 1929 à 1940 au Campo Testaccio et de 1940 à 1953 au Stadio Nazionale del P.N.F., créé en 1911 et pouvant accueillir jusqu'à 50 000 spectateurs.
Le Stadio olimpico est depuis 1953 le stade où évolue l'Associazione sportiva Roma. Le match d'inauguration est joué le 17 mai 1953 opposant l'Italie et la Hongrie. Le Stadio Olimpico est la propriété du comité national olympique italien. Le stade connaît plusieurs liftings, en 1953 notamment et à l'occasion de la Coupe du monde 1990. Durant les travaux effectués lors de la saison 1989-1990, les deux clubs romains ont évolué au stade Flaminio. Le Stadio olimpico devient ainsi le premier stade d'Italie en termes de places disponibles, devant le Stadio Giuseppe Meazza, avec une capacité de 82 656 spectateurs. En plus de cela, il fait également partie des deux stades italiens évalués par l'UEFA au rang de stades « cinq étoiles » (classement remplacé en 2006 par la « catégorie 4 UEFA »). En raison de la finale de la Ligue des champions 2009, le stade se voit réduire sa capacité de 9 758 places pour assurer une meilleure sécurité.
En décembre 2012, le président du club James Pallotta annonce la construction d'un nouveau stade à Tor di Valle, d'une capacité de 52 500 places. Ce projet porte actuellement le nom de Stadio della Roma, en l'attente d'un éventuel sponsor. Officiellement, le stade doit être prêt en 2018. Toutefois, à l'heure actuelle, les travaux n'ont toujours pas débuté, ce qui laisse présager un retard. Le club a déposé le projet définitif à la région Latium et à la ville de Rome le 31 mai 2016.

### Centre d'entraînement Fulvio-Bernardini
Le centre d'entraînement de Trigoria est inauguré en 23 juillet 1978, après avoir été acquis par Gaetano Anzalone, alors président de l'AS Roma.
Ce centre est situé au sud-est de Rome, à Trigoria. Le 13 janvier 1984, le centre est renommé « Centre d'entraînement Fulvio-Bernardini », en l'hommage à l'ancien entraîneur et joueur du club.